# Réseau de bus de Marne-la-Vallée
Le réseau de bus de Marne-la-Vallée est un réseau de transports en commun par autobus circulant en Île-de-France, organisé par l'autorité organisatrice Île-de-France Mobilités et par le Syndicat intercommunal d'études des mobilités urbaines de Marne-la-Vallée. Il est exploité par le groupe Transdev à travers la société Transdev Marne-la-Vallée depuis le 1er janvier 2021.
Il se compose de 37 lignes qui desservent principalement le bassin de vie de Marne-la-Vallée, dont quatre lignes de bus soirée.

## Histoire

### Création du réseau

#### Un réseau moderne dès les 90's
Le réseau de bus de Marne-la-Vallée est née sous la marque commerciale bus Pep's en 1995, sept ans après le rachat par Transdev de la compagnie locale exploitant ces bus Transdev AMV à la suite d'un accord entre Transdev et le syndicat des transports des secteurs 3 et 4 de Marne-la-Vallée. Il était constitué de 12 lignes.
Le réseau de bus Pep's se formera par paliers avec, le 9 mars 1998, le développement de l'image Pep's sur les bus ainsi que sur les poteaux d'arrêts (450 créés pour l'occasion).
La même année, la société Europe Autocars qui gère le réseau de bus du nord de la Marne, composé de cinq lignes qui intègrent le réseau de bus Pep's. Il est maintenant géré par le Syndicat intercommunal des Transports des secteurs 2, 3 et 4 de Marne-la-Vallée.

#### Investissements dans la communication
Dès les années 2000, le développement intensif du territoire du Val d'Europe a permis d’améliorer le service proposé, en améliorant la communication envers les usagers, avec la création d’écrans d'informations voyageurs dans les bus, de guichets attitrés au réseau, d’un site internet comprenant des horaires en temps réel de toutes les lignes ainsi qu'un forum de discussion. Malgré une fréquence de certaines lignes de bus du réseau moins élevée que celle du RER A (un train toutes les cinq minutes le soir à la gare de Torcy, par exemple) mais analogue à celle du RER E (un train toutes les quinze minutes à la gare de Tournan, par exemple), le réseau Pep's est en plein essor, grâce aux modifications et aux renforcements sur ses lignes, et accompagne le développement de la ville nouvelle de Marne-la-Vallée.
Depuis le 27 mai 2021, le réseau est présent sur Twitter afin de tenir informer les usagers des informations trafic et des différents évènements du territoire.

### Anciennes lignes
Le développement du réseau de bus depuis sa création a amené à créer, supprimer, prolonger, limiter et fusionner certaines lignes, afin d'affiner les dessertes.

### Ouverture à la concurrence
À la suite de l'ouverture à la concurrence des transports en commun en Île-de-France, 28 lignes des anciens réseaux de bus Pep's et du Grand-Morin ont intégré le nouveau réseau de bus de Marne-la-Vallée en date du 1er janvier 2021.

### Renumérotation des lignes
À compter du 22 avril 2024, le réseau de Marne-la-Vallée applique le nouveau principe de numérotation régionale unique planifié par Île-de-France Mobilités, supprimant les doublons. La correspondance entre anciens et nouveaux numéros est la suivante :

## Développement du réseau

### Réseau initial

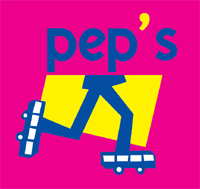
Logo du réseau de bus Pep's.

Lors de sa création en 1995, le réseau se composait des 12 lignes suivantes (selon des axes radiaux qui formaient l’ossature de ce réseau avant la profonde refonte en mars 1998) :
- Ligne 02 : Lagny-sur-Marne ⇔ Serris (Centre urbain)
- Ligne 04 : Lagny-sur-Marne ⇔ Thorigny-sur-Marne
- Ligne 07 : Lagny-sur-Marne ⇔ Serris (Bourg)
- Ligne 12 : Lagny-sur-Marne ⇔ Chessy (Bourg)
- Ligne 23 : Lagny-sur-Marne ⇔ Marne-la-Vallée – Chessy
- Ligne 25 : Lagny-sur-Marne ⇔ Torcy
- Ligne 27 : Lagny-sur-Marne ⇔ Bussy-Saint-Georges
- Ligne 29 : Lagny-sur-Marne ⇔ Torcy (par Dampmart)
- Ligne 32 : Lagny-sur-Marne ⇔ Ferrières-en-Brie
- Ligne 34 : Marne-la-Vallée – Chessy ⇔ Serris (Centre urbain)
- Ligne 35 : Marne-la-Vallée – Chessy (Circulaire)
- Ligne 42 : Lagny-sur-Marne ⇔ Marne-la-Vallée – Chessy

### Intégration d’Europe Autocars
En 1998, les quatre lignes du réseau de bus au Nord de la Marne exploitées par la société Europe Autocars intègrent le réseau de bus Pep's. Ce sont les lignes 04, 07, 12 et 15 desservant les communes d'Annet-sur-Marne, Carnetin, Dampmart, Pomponne et Thorigny-sur-Marne.

### Plein essor dans les années 2000

#### Ouverture de la gare du Val d'Europe

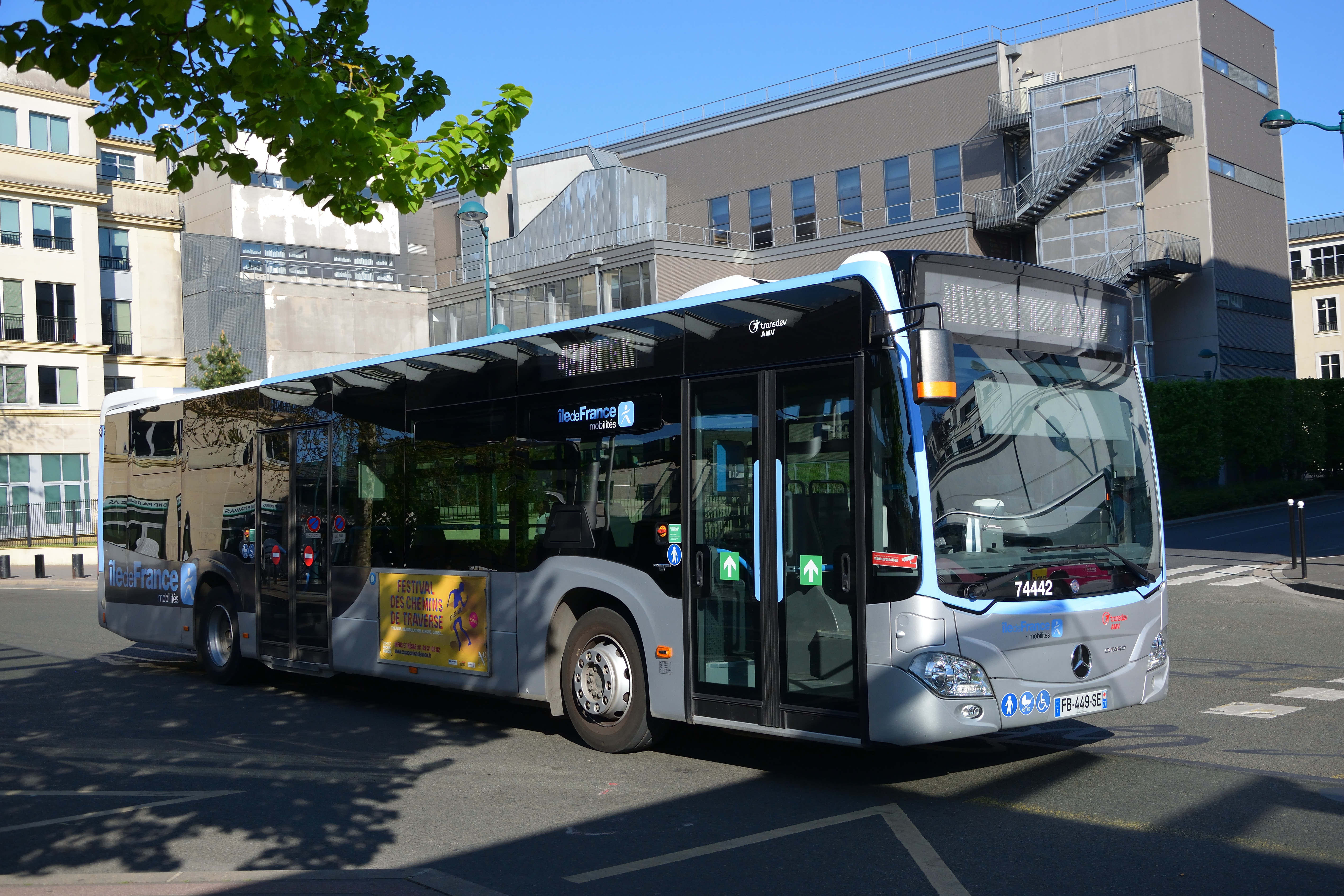
Autobus de la ligne 43 en Gare du Val d'Europe.

En avril 2001, l'ouverture de la gare du Val d'Europe sur la ligne A du RER provoque un bouleversement des mobilités, et amène les chargés d'étude à opter pour une refonte profonde des dessertes du secteur est du réseau de bus. Les lignes 43, 44 et 45 sont créées, tandis que les lignes 22, 24, 32, 34, 37, 42 et 50 sont réorganisées.
Néanmoins, ces améliorations se révèleront être trop précipitées et mal préparées. Certaines lignes peu attractives, tel que 24 et la 45, leurs vaudra la suppression au bout de quelques mois de services seulement[réf. nécessaire].

#### Desserte du complexe Disneyland Paris
En 2003, deux nouvelles lignes de desserte du complexe Disneyland Paris, via la gare de Marne-la-Vallée - Chessy, aux hôtels partenaires environnants sont créées à destination des touristes et des riverains, afin de faciliter les déplacements entre pôles d'activités de loisirs. En plus de la ligne 50 desservant le centre urbain du Val d'Europe, les lignes 54 desservant les hôtels du Val de France, et 57 desservant les hôtels de Bailly-Romainvilliers sont ouvertes aux clients. L'accès à ces trois navettes ne nécessite pas la validation d'un titre de transport.

#### Développement de l'est du territoire
En avril 2006, la ligne 41 desservant le centre-ville de Serris est supprimée. Par ailleurs, le parcours de la ligne 34 est modifié au sein de Bailly-Romainvilliers. Le tracé en boucle via la départementale 406 est supprimé, au profit de deux passages différents en sens unique : au nord via la rue de Paris direction Serris, et au sud via le boulevard de la Marsange direction Chessy[réf. nécessaire].
En juillet 2006, la ligne 26F desservant Ferrières-en-Brie est supprimée : le tracé étant repris par un prolongement de la ligne 22 au sud. De plus, la ligne 36 est supprimée : le parcours étant repris par la ligne 44 qui modifie son itinéraire au sein de la zone industrielle de Ferrières. A noter que la ligne 37DL du "Petit Bus de Lagny" se voit numérotée 37 sans impact sur son tracé[réf. nécessaire].
Le 28 août 2006, la ligne 32 est prolongée de Villeneuve-Saint-Denis à la gare de Tournan-en-Brie, soit deux ans et demi après le prolongement de la ligne E du RER vers le sud. A cette même date, la ligne 33 est créée entre Coupvray et la gare du Val d'Europe en complémentarité de la ligne 34. Elle vise à relier l'ensemble des équipements collectifs des communes SAN du Val d'Europe en effectuant une large boucle via les communes de Coupvray, Chalifert, Chessy, Serris, Bailly-Romainvilliers et Magny-le-Hongre.
En juillet 2007, la ligne 20 reliant la gare de Lagny - Thorigny à la gare de Val d'Europe est supprimée : le tracé étant fusionné avec la ligne 42. De la même manière, la ligne 40 reliant la gare de Torcy à la gare de Bussy-Saint-Georges est supprimée : le tracé étant fusionné avec la ligne 44 au nord de Bussy-Saint-Georges. Enfin, la ligne 33 est elle aussi supprimée, reliant Coupvray à la gare du Val d'Europe sans reprise de son tracé. Les usagers sont priés de se reporter sur les lignes environnantes ou d'opter pour des solutions de déplacements alternatifs[réf. nécessaire].
En juillet 2008, la ligne 34 abandonne son tracé du boulevard circulaire au profit du nord de Magny-le-Hongre via la rue des Labours, la ligne 44 est prolongée plus au nord-est de Bussy-Saint-Georges, et la ligne 50 abandonne son tracé de l'avenue Hergé au profit du centre ville de Serris[réf. nécessaire].
En juillet 2009, la ligne 42 dessert désormais le centre de Chanteloup-en-Brie[réf. nécessaire].
Le 19 avril 2010, la ligne 57 reliant la gare de Marne-la-Vallée - Chessy aux Hôtels de Bailly-Romainvilliers est supprimée, et est remplacée par une navette hôtelière privée à destination des touristes,.
En mai 2010, la ligne 43 est prolongée via des services partiels en heure de pointe du bourg de Chessy à la gare de Marne-la-Vallée - Chessy[réf. nécessaire].

#### Création de nouvelles lignes à l'ouest
Le 6 janvier 2014, la ligne 46 est créée, en reprenant la desserte abandonnée de la ligne 22 au sein de la ZAC Léonard de Vinci à Bussy-Saint-Georges, et de la ligne 44 au sein de Jossigny.
Le 31 août 2015, la ligne 02 est créée, permettant de relier la gare de Lagny - Thorigny et la gare du Val d'Europe via Chanteloup-en-Brie dont les nouveaux quartiers ont fait grimpé la population.

### "Révolution des transports" menée par Île-de-France Mobilités
En 2017, l'autorité organisatrice Île-de-France Mobilités (ex-STIF) venant à peine de rafraichir son identité, opte pour une communication marquée dénommée "Révolution des transports en Île-de-France", puis "Grand Paris des Bus". Elle concerne, entre autres, l'amélioration de plus de 150 lignes de bus réparties au sein des réseaux situés en grande couronne. C'est à partir de cette date que la livrée des bus roses caractéristique de la marque Pep's est abandonnée, au profit de la livrée bleue d'Île-de-France Mobilités, désormais commune à tous les réseaux de bus franciliens.

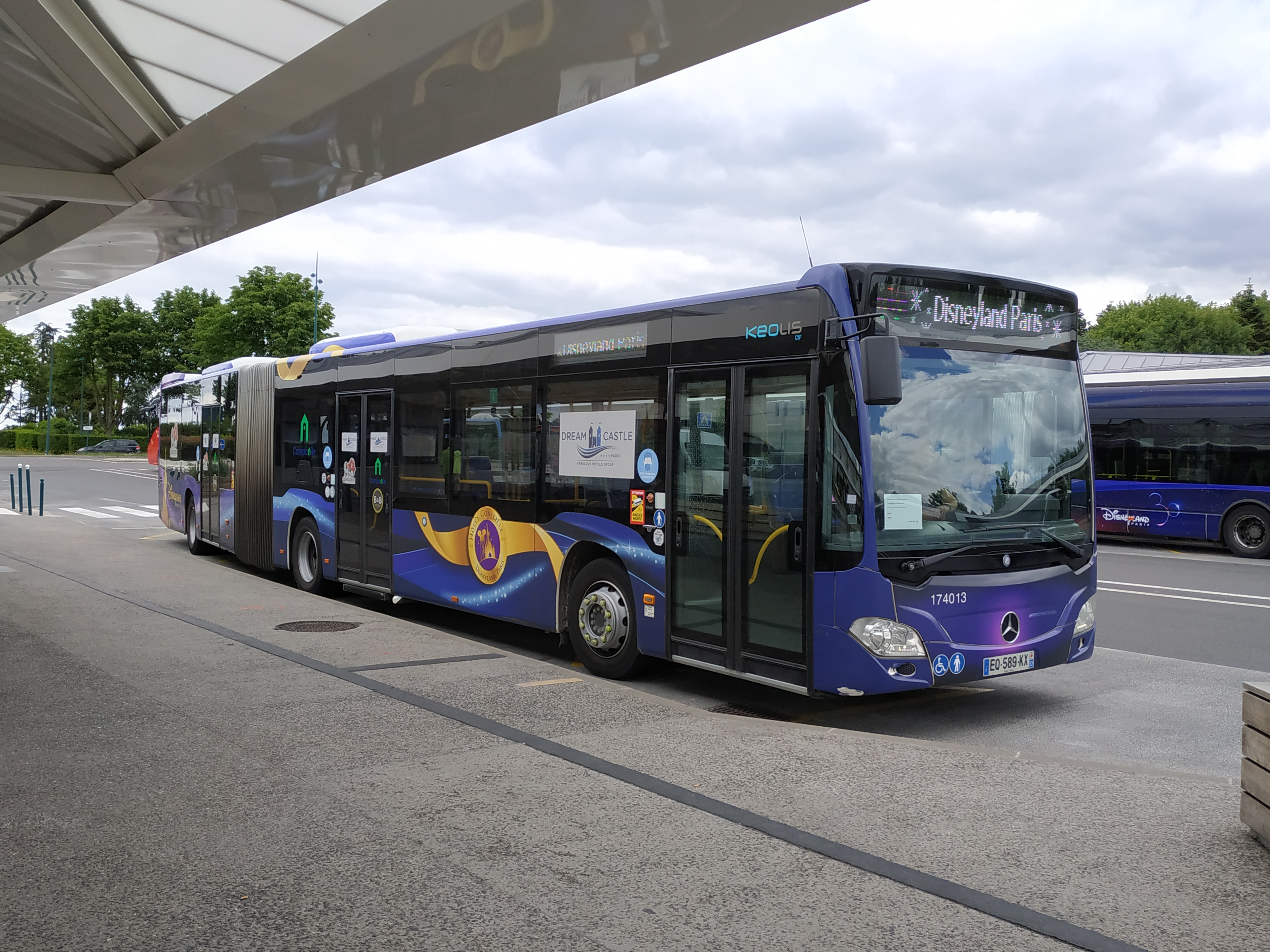
Navette privée exploitée par Keolis CIF en gare de Marne-la-Vallée - Chessy nord, remplaçant la ligne 54 du réseau.

Le 1er juillet 2017, les lignes 50 et 54 sont supprimées, desservant auparavant le complexe Disneyland Paris via la gare de Marne-la-Vallée - Chessy aux Hôtels du Centre Urbain et du Val de France, à l'instar de l'ancien indice de ligne 57. Ces lignes n'étaient pas soumises à la validation d'un titre de transport, ce qui diffère de la politique menée par l'autorité organisatrice. Désormais, ce sont des navettes privées exclusivement réservées aux clients des hôtels concernés qui assurent ces trajets, exploitées respectivement par Transdev Europe Autocars et Keolis CIF.
Le 10 juillet 2017, la ligne 35 reliant la gare de Marne-la-Vallée - Chessy à Magny-le-Hongre est créée, permettant de se substituer et de désengorger la ligne 34, étant la plus fréquentée du réseau[réf. nécessaire]. C'est aussi le jour de la création de la ligne 47 reliant la gare de Marne-la-Vallée - Chessy au complexe touristique Villages Nature Paris, qui ouvrira un mois plus tard, via Serris,. Conjointement, la ligne 34 est renforcée (avec des fréquences de 10 minutes en heures de pointe, de 20 minutes aux heures creuses et le weekend, et de 30 minutes en soirée), ainsi que la ligne 32 (avec des fréquences de 20 minutes aux heures de pointe, de 60 minutes aux heures creuses, et de 90 minutes le week-end), dont l'itinéraire est modifié afin de desservir Villages Nature Paris.
Le 3 septembre 2018, la ligne 42 est renforcée (avec des fréquences de 15 minutes du lundi au samedi et de 30 minutes le dimanche), ainsi que la ligne 43 (avec des fréquences de 10 minutes aux heures de pointe et de 20 minutes aux heures creuses), qui dessert désormais systématiquement la gare de Marne-la-Vallée - Chessy,.
Le 7 janvier 2019, la ligne 04 est renforcée (douze départs quotidiens supplémentaires), ainsi que la ligne 07 (dix départs quotidiens supplémentaires et de la création d'un service le week-end), et de la ligne 12 (cinq départs quotidiens supplémentaires afin d'atteindre une fréquence de 15 minutes en heures de pointes), dont le tracé est modifié afin de desservir le "quartiers des Cerisiers". Par ailleurs, l'ancienne navette communale du "Petit bus de Lagny" de la ligne 37 auparavant assurée par minibus, est transformée en une ligne régulière désormais assurée en midibus via deux circuits circulaires à Lagny-sur-Marne, sous les indices 37a et 37b,.
Le 4 novembre 2019, la ligne 22 est renforcée (avec des fréquences de 10 minutes aux heures de pointe) et abandonne la desserte de Ferrières-en-Brie, reprise par la création de la nouvelle ligne 27. De plus, la ligne 44 modifie son itinéraire, opte pour un sens de circulation qui diffère le matin ou le soir, et est renforcée (à l'aide de huit départs supplémentaires afin d'atteindre des fréquences de 12 minutes aux heures de pointe et de 40 minutes aux heures creuses).

#### Développement des gares routières de Chessy

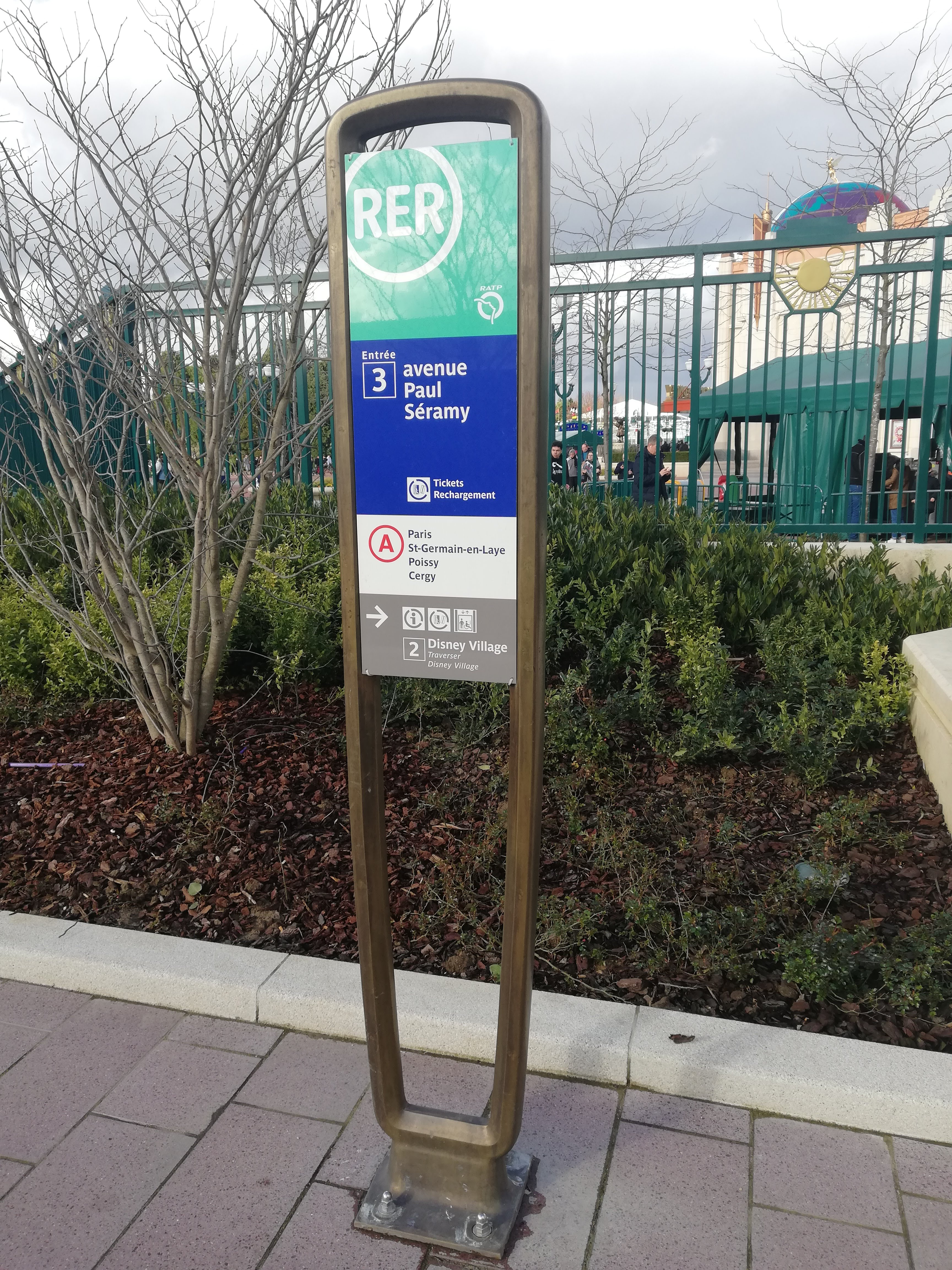
Entrée no 3 Avenue Paul Séramy du RER A, innaugurée lors de l'ouverture de la gare routière sud de Marne-la-Vallée - Chessy en 2020.

Face à la croissance exponentielle que connaît le territoire du Val d'Europe, le développement des transports en commun (création de nouvelles lignes, augmentations des fréquences,...) est essentiel face à la demande des clients. En effet, le partage des quais entre une multitude de réseaux de bus, dont le réseau internet à Disneyland Paris, provoque une saturation de l'actuelle gare nord située avenue René Goscinny. Il a donc été décidé d'agrandir cette gare et d'en créer une nouvelle plus au sud.
La nouvelle gare routière nord est inaugurée avec neuf nouveaux quais en 2018, soit une capacité d'accueil doublée. Tandis que la gare routière sud, située avenue Paul Séramy, ouvre au public le 1er juillet 2019, pour y accueillir notamment la nouvelle ligne 47 du réseau,,. Elle a été construite afin d'y aménager facilement plusieurs nouveaux quais, afin d'y doubler sa capacité d'accueil à court-terme[réf. nécessaire].

### Ouverture à la concurrence
En raison de l'ouverture à la concurrence des réseaux d'autobus en Île-de-France, le réseau de bus Pep's est devenu Marne-la-Vallée le 1er janvier 2021, correspondant à la délégation de service public numéro 10 établie par Île-de-France Mobilités. Un appel d'offres a donc été lancé par l'autorité organisatrice afin de désigner une entreprise qui succédera à l'exploitation de Transdev AMV pour une durée de cinq ans. C'est finalement Transdev, via sa filiale Transdev Marne-la-Vallée, qui a été désigné lors du conseil d'administration du 8 juillet 2020.
En date de son ouverture à la concurrence, le réseau se composait des lignes 02, 04, 06, 07, 12, 13, 14, 15, 21, 22, 23, 24, 25, 26, 27, 29, 32, 34, 35, 37, 42, 43, 44, 46 et 47 de l'ancien réseau de bus Pep's, et des lignes 7, 57 et 60 de l'ancien réseau de bus du Grand Morin.

#### Poursuite dans la refonte du réseau de bus

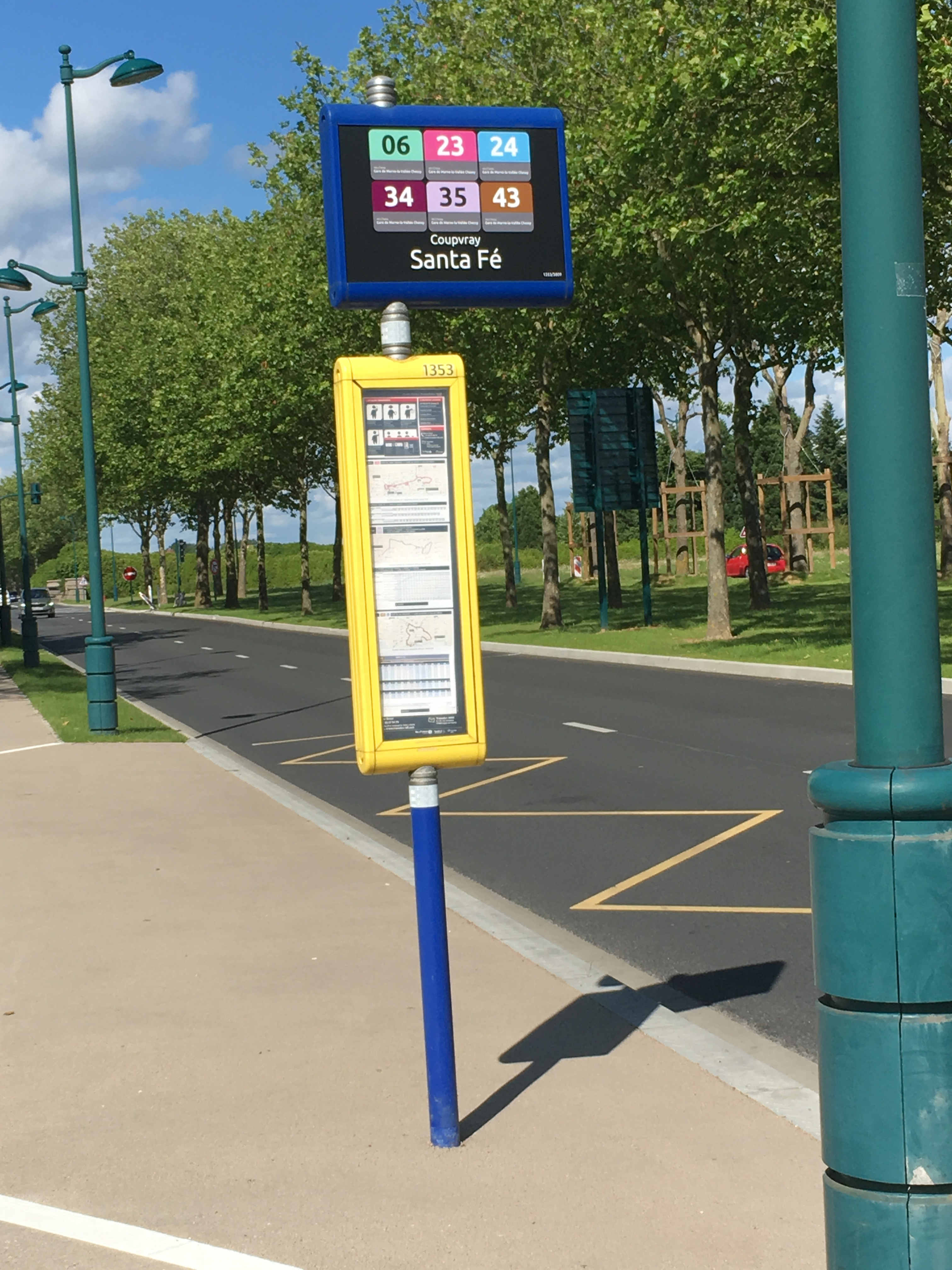
Poteau d'arrêt de bus Santa Fé situé sur la commune de Coupvray à proximité de la gare de Marne-la-Vallée - Chessy.

Afin d'accompagner l'ouverture à la concurrence du réseau de bus ainsi que son développement, de nombreuses modifications sont mises en place dès le 19 juillet 2021, afin d'améliorer et de simplifier les dessertes du territoire de Marne-la-Vallée.
Les horaires d'étés sont désormais réduits chaque années de 8 à 5 semaines, afin de s'adapter aux nouveaux modes de vie des franciliens. La période de plein trafic s'étale de la dernière semaine d'août à la troisième semaine de juillet. Ainsi, la suspension estivale de la ligne 35 est réduite, grâce au décalage des horaires d'été. Par ailleurs, les lignes 22 et 27 sont désormais accessibles aux usagers à fauteuil roulant et les indices de lignes changent tous de couleur.
La desserte de la ligne 04 de l'Intermarché de Thorigny-sur-Marne est reportée sur la ligne 15, la ligne 07 dispose d'un départ supplémentaire en semaine en gare de Lagny - Thorigny, la desserte de l'Île de loisirs de Jablines-Annet de la ligne 15 est reportée sur le service de transport à la demande, et la ligne 21 dispose d'un départ en gare de Lagny - Thorigny pérennisé à l'année, précédemment effectué uniquement le mercredi et le vendredi.
De plus, la desserte de la ligne 23 de l'arrêt "Canada" est reporté sur les lignes 37a et 37b et l'arrêt "Artisans" est déplacé sur la RD934, afin de créer un itinéraire unique entre la gare de Lagny - Thorigny et la gare de Marne-la-Vallée - Chessy. La ligne est renforcée (à l'aide d'un départ quotidien en semaine et de trois départs quotidiens le week-end). Conjointement, les lignes 37a et 37b sont prolongées en gare de Lagny - Thorigny, en reprenant la desserte de la ligne 23 et de la zone industrielle de Lagny-sur-Marne. La ligne est renforcée (avec une amplitude élargie et des fréquences de 30 minutes selon le sens).
Enfin, la desserte de la ligne 06 de l'arrêt "Oustal" et les services partiels en gare du Val d'Europe sont supprimés, afin de créer un itinéraire unique entre la gare d'Esbly et la gare de Marne-la-Vallée - Chessy. La ligne 7 est supprimée, dont le tracé est repris par une fusion avec la ligne 14 afin de créer un itinéraire unique entre Jablines et Saint-Germain-sur-Morin. La ligne est renforcée et les amplitudes sont élargies, alors qu'en revanche, le service du samedi est supprimé. La ligne 24 voit son offre du week-end pérennisée à l'année, précédemment effectuée d'avril à octobre. L'itinéraire de la ligne 60 est modifié dans la commune de Quincy-Voisins, en raison d'un passage complexe des autobus.
Le 23 août 2021, la ligne 34 est renforcée (à l'aide de quatre départs supplémentaires quotidiens).
Le 2 septembre 2021, les lignes 20a, 20b, 20c, 20d et 20e sont créées en reprenant l'ensemble des anciennes dessertes scolaires des lignes 21, 25 et 26 desservant l'ensemble privé St-Laurent La Paix Notre Dame à Lagny-sur-Marne via Brou-sur-Chantereine, Bussy-Saint-Martin, Champs-sur-Marne, Chelles, Conches-sur-Gondoire, Croissy-Beaubourg, Emerainville, Gournay-sur-Marne, Guermantes, Pontault-Combault, Noisiel, Saint-Thibault- des-Vignes, Torcy et Vaires-sur-Marne. Par ailleurs, les anciennes dessertes de la ligne 44 desservant les établissements scolaires de Bussy-Saint-Georges sont reportés sur la ligne 46.
Le 7 novembre 2022, un nouveau départ à destination du collège Léonard de Vinci à Saint-Thibault-des-Vignes est créé à 8 h 55 sur la ligne 21, pour la seconde entrée de 9 h 25.
Le 15 janvier 2024, un arrêt Artisans est créé à Chessy en face de celui existant dans le sens inverse, desservi par les lignes 23, 24 et 43 en provenance de la gare de Marne-la-Vallée - Chessy.

#### Modifications issues du projet de renumérotation
À compter du 22 avril 2024, conjointement à la renumérotation des indices de lignes du réseau, des modifications d'itinéraires sont entrepris sur le territoire :
- la ligne 2225 (ex-25) adopte un itinéraire unique entre la gare de Torcy et la gare de Lagny-Thorigny ;
- la ligne 2229 (ex-29) assure une desserte plus fine et systématique des quartiers et des zones industrielles de Saint-Thibault-des-Vignes. Elle récupère la desserte scolaire de la ligne 2225 ;
- la ligne 2244 (ex-44) adopte un itinéraire unique avec une liaison directe à la gare de Bussy-Saint-Georges.

Par ailleurs, en remplacement du service de Transport à la demande de Marne-la-Vallée, quatre nouvelles lignes de bus circulant en soirée sont créées au départ quatre gares desservies par le réseau, vers les communes environnantes dépourvues de transport en commun à ces heures.
Ce dispositif se substitue au service de transport à la demande de Marne-la-Vallée. Pour combler ce manque en semaine, les lignes 2221 (ex-21), 2226 (ex-26), 2263 (ex-24) et 2291 (ex-15) sont renforcées à l'aide de départ supplémentaires.
Le 2 septembre 2024, deux nouveaux arrêts Henri Delbast et Ferme de Lamirault de la ligne 2290 sont créés au sein de la ZAC de Lamirault sur la commune de Croissy-Beaubourg. À la même date, un nouvel arrêt Cent Arpents est créé à Bussy-Saint-Georges sur les lignes 2228 et 2244 afin de desservir le nouveau quartier adjacent. Le 4 décembre 2024, un nouvel arrêt Mail du Promeneur est créé à Bussy-Saint-Georges sur l'itinéraire de la ligne 2222 en ce même lieu-dit.
Le 30 septembre 2024, un nouvel arrêt Foiraude est créé à Coupvray intégré à l'itinéraire de déviation de la ligne 2262 contournant le centre-bourg. Dès le 21 décembre 2024, le tracé de la ligne 2262 est modifié à Coupvray afin de desservir les nouveaux quartiers en développement au sein de la ZAC des Trois Ormes et de la ZAC de Coupvray. Le circuit dessert désormais définitivement le nouvel arrêt Foiraude, les arrêts La Pointe Janette et Hôtels du Val-de-France et abandonne la desserte de Parking Nord et CAMSP.
Le 28 avril 2025, la ligne 2228 dessert le nouvel arrêt Les Pléiades, situé à Serris
Le 18 août 2025, plusieurs lignes sont modifiées dans le secteur de Serris:
- La ligne 2231 dessert désormais les arrêts Jussieu et le nouvel arrêt Louise-Amélie Leblois, situés au Sud de la ZAC du Couternois, tandis que les arrêts Pressoir, La Prieuré et CCI ne sont plus desservis à cette date ;
- La ligne 2235 voit son itinéraire modifié, reliant désormais la gare du Val d'Europe à Bailly-Romainvilliers, en desservant la ZAC du Prieuré via les nouveaux arrêts Centre Aquatique et Les Champs du Prieuré, ainsi que le Grand Hôpital de l'Est Francilien depuis l'arrêt Centre Hospitalier. Son offre est également renforcée, en circulant désormais le Samedi, ainsi qu'aux mois de Juillet et Août ;
- La ligne 2261 voit son itinéraire prolongé jusqu'à la gare du Val d'Europe, en desservant désormais le parvis Sud de la gare de Marne-la-Vallée - Chessy, ainsi que la ZAC du Pré de Claye via le nouvel arrêt Magellan.

Enfin, du côté des Bus de Soirée, des modifications sont aussi apportées:
- Le bus Soirée Marne-la-Vallée Chessy circule désormais jusqu'à 0h00, à raison d'un passage toutes les 30 minutes ;
- Le bus Soirée Val d'Europe circule désormais jusqu'à 23h30, avec l'ajout de 2 courses, tandis que la commune de Favières n'est plus desservie à cette date.

Le 15 août 2025, Transdev est reconduit par Île-de-France Mobilités pour six ans (plus un an en option) à partir du 1er janvier 2026.

## Lignes du réseau

### Lignes de 2220 à 2229
| Ligne | Caractéristiques | Caractéristiques                                                 | Caractéristiques                                                 | Caractéristiques                                                 | Caractéristiques                                                 | Caractéristiques                                                 | Caractéristiques                                                 | Caractéristiques                                                 | Caractéristiques                                                 |
| 2220  | Gare de Lagny - Thorigny ⥋ Gare de Val d'Europe | Gare de Lagny - Thorigny ⥋ Gare de Val d'Europe                  | Gare de Lagny - Thorigny ⥋ Gare de Val d'Europe                  | Gare de Lagny - Thorigny ⥋ Gare de Val d'Europe                  | Gare de Lagny - Thorigny ⥋ Gare de Val d'Europe                  | Gare de Lagny - Thorigny ⥋ Gare de Val d'Europe                  | Gare de Lagny - Thorigny ⥋ Gare de Val d'Europe                  | Gare de Lagny - Thorigny ⥋ Gare de Val d'Europe                  | Gare de Lagny - Thorigny ⥋ Gare de Val d'Europe                  |
| ----- | --- | ---------------------------------------------------------------- | ---------------------------------------------------------------- | ---------------------------------------------------------------- | ---------------------------------------------------------------- | ---------------------------------------------------------------- | ---------------------------------------------------------------- | ---------------------------------------------------------------- | ---------------------------------------------------------------- |
| 2220  | Ouverture / Fermeture — / — | Longueur —                                                       | Durée 20 min                                                     | Nb. d’arrêts 44                                                  | Matériel Standards                                               | Jours de fonctionnement L, Ma, Me, J, V, S, D                    | Jour / Soir / Nuit / Fêtes O / O / N / O                         | Voy. / an 1 213 700 validations 2 019                            | Dépôt Bailly-Romainvilliers et Lagny-sur-Marne                   |
| 2220  | Desserte : - Villes et lieux desservis : Serris, Jossigny, Montévrain, Lagny-sur-Marne, Magny-le-Hongre, Bailly-Romainvilliers et Chanteloup-en-Brie. - Gares desservies : Val d'Europe et Lagny - Thorigny. |                                                                  |                                                                  |                                                                  |                                                                  |                                                                  |                                                                  |                                                                  |                                                                  |
| 2220  | Autre : - Zone traversée : 5 - Arrêts non accessibles aux UFR : Gymnase, Marsange, Rue du Moulin à Vent, Armières, Centre Aquatique, Pressoir Parc d'Entreprises, Les Pléiades, Cheval Blanc, Courberonne, Lycée Van Dongen, Georges Seurat (Collège des 4 Arpents), St Laurent (Rue Brébion), Bois de Chigny, Gallieni, Foch, Georges Clemenceau (Collège Marcel Rivière), Pouzol et La Poste. - Amplitudes horaires : La ligne circule du lundi au samedi de 4 h 34 à 1 h 6 et le dimanche et les jours fériés de 4 h 35 à 1 h 11. - Desserte scolaire : Il existe une desserte des établissements scolaires Collège des 4 Arpents, Collège Marcel Rivière, Lycée Van Dongen et Saint-Laurent La Paix Notre Dame à Lagny-sur-Marne qui n'est pas assurée en période de vacances scolaires. - Date de dernière mise à jour : 9 août 2021. |                                                                  |                                                                  |                                                                  |                                                                  |                                                                  |                                                                  |                                                                  |                                                                  |
| 2220  | Dernière actualisation : — |                                                                  |                                                                  |                                                                  |                                                                  |                                                                  |                                                                  |                                                                  |                                                                  |
| 2221  | Gare de Lagny - Thorigny ⥋ Gare de Torcy | Gare de Lagny - Thorigny ⥋ Gare de Torcy                         | Gare de Lagny - Thorigny ⥋ Gare de Torcy                         | Gare de Lagny - Thorigny ⥋ Gare de Torcy                         | Gare de Lagny - Thorigny ⥋ Gare de Torcy                         | Gare de Lagny - Thorigny ⥋ Gare de Torcy                         | Gare de Lagny - Thorigny ⥋ Gare de Torcy                         | Gare de Lagny - Thorigny ⥋ Gare de Torcy                         | Gare de Lagny - Thorigny ⥋ Gare de Torcy                         |
| 2221  | Ouverture / Fermeture — / — | Longueur —                                                       | Durée 30 min                                                     | Nb. d’arrêts 40                                                  | Matériel Standards                                               | Jours de fonctionnement L, Ma, Me, J, V                          | Jour / Soir / Nuit / Fêtes O / N / N / N                         | Voy. / an 177 400 validations (2 019)                            | Dépôt Lagny-sur-Marne                                            |
| 2221  | Desserte : - Villes et lieux desservis : Bussy-Saint-Georges, Bussy-Saint-Martin, Collégien, Gouvernes, Lagny-sur-Marne, Saint-Thibault-des-Vignes et Torcy. - Gares desservies : Lagny - Thorigny et Torcy. |                                                                  |                                                                  |                                                                  |                                                                  |                                                                  |                                                                  |                                                                  |                                                                  |
| 2221  | Autre : - Zone traversée : 5 - Amplitudes horaires : La ligne circule du lundi au vendredi de 6 h 0 à 21 h 46. - Desserte scolaire : Il existe une desserte des établissements scolaires Collège Léonard de Vinci à Saint-Thibault-des-Vignes et Lycée Martin Luther King à Bussy-Saint-Georges qui ne sont pas assurées en période de vacances scolaires. - Particularités : La ligne ne circule pas le samedi, le dimanche ni les jours fériés. - Date de dernière mise à jour : 9 août 2021. |                                                                  |                                                                  |                                                                  |                                                                  |                                                                  |                                                                  |                                                                  |                                                                  |
| 2221  | Dernière actualisation : — |                                                                  |                                                                  |                                                                  |                                                                  |                                                                  |                                                                  |                                                                  |                                                                  |
| 2222  | Gare de Bussy-Saint-Georges ⥋ Gare de Val d'Europe | Gare de Bussy-Saint-Georges ⥋ Gare de Val d'Europe               | Gare de Bussy-Saint-Georges ⥋ Gare de Val d'Europe               | Gare de Bussy-Saint-Georges ⥋ Gare de Val d'Europe               | Gare de Bussy-Saint-Georges ⥋ Gare de Val d'Europe               | Gare de Bussy-Saint-Georges ⥋ Gare de Val d'Europe               | Gare de Bussy-Saint-Georges ⥋ Gare de Val d'Europe               | Gare de Bussy-Saint-Georges ⥋ Gare de Val d'Europe               | Gare de Bussy-Saint-Georges ⥋ Gare de Val d'Europe               |
| 2222  | Ouverture / Fermeture — / — | Longueur —                                                       | Durée 20 min                                                     | Nb. d’arrêts 17                                                  | Matériel Standards                                               | Jours de fonctionnement L, Ma, Me, J, V, S, D                    | Jour / Soir / Nuit / Fêtes O / O / N / O                         | Voy. / an 531 850 validations (2 019)                            | Dépôt Bailly-Romainvilliers                                      |
| 2222  | Desserte : - Villes et lieux desservis : Bussy-Saint-Georges, Chanteloup-en-Brie, Jossigny, Montévrain et Serris. - Gares desservies : Bussy-Saint-Georges et Val d'Europe. |                                                                  |                                                                  |                                                                  |                                                                  |                                                                  |                                                                  |                                                                  |                                                                  |
| 2222  | Autre : - Zone traversée : 5 - Amplitudes horaires : La ligne circule du lundi au vendredi de 5 h 3 à 23 h 22, le samedi de 5 h 20 à 23 h 26 et le dimanche et les jours fériés de 6 h à 23 h 22. - Desserte scolaire : Il existe une desserte de l'établissement scolaire Lycée Martin Luther King à Bussy-Saint-Georges qui n'est pas assurée en période de vacances scolaires. - Date de dernière mise à jour : 9 août 2021. |                                                                  |                                                                  |                                                                  |                                                                  |                                                                  |                                                                  |                                                                  |                                                                  |
| 2222  | Dernière actualisation : — |                                                                  |                                                                  |                                                                  |                                                                  |                                                                  |                                                                  |                                                                  |                                                                  |
| 2223  | Gare de Lagny - Thorigny ⥋ Gare de Marne-la-Vallée - Chessy Nord | Gare de Lagny - Thorigny ⥋ Gare de Marne-la-Vallée - Chessy Nord | Gare de Lagny - Thorigny ⥋ Gare de Marne-la-Vallée - Chessy Nord | Gare de Lagny - Thorigny ⥋ Gare de Marne-la-Vallée - Chessy Nord | Gare de Lagny - Thorigny ⥋ Gare de Marne-la-Vallée - Chessy Nord | Gare de Lagny - Thorigny ⥋ Gare de Marne-la-Vallée - Chessy Nord | Gare de Lagny - Thorigny ⥋ Gare de Marne-la-Vallée - Chessy Nord | Gare de Lagny - Thorigny ⥋ Gare de Marne-la-Vallée - Chessy Nord | Gare de Lagny - Thorigny ⥋ Gare de Marne-la-Vallée - Chessy Nord |
| 2223  | Ouverture / Fermeture — / — | Longueur —                                                       | Durée 30 min                                                     | Nb. d’arrêts 39                                                  | Matériel Midibus ou standards                                    | Jours de fonctionnement L, Ma, Me, J, V, S, D                    | Jour / Soir / Nuit / Fêtes O / O / N / O                         | Voy. / an 266 850 validations (2 019)                            | Dépôt Bailly-Romainvilliers et Lagny-sur-Marne                   |
| 2223  | Desserte : - Villes et lieux desservis : Chalifert, Chessy, Coupvray, Lagny-sur-Marne et Montévrain. - Gares desservies : Lagny - Thorigny et Marne-la-Vallée - Chessy. |                                                                  |                                                                  |                                                                  |                                                                  |                                                                  |                                                                  |                                                                  |                                                                  |
| 2223  | Autre : - Zone traversée : 5 - Amplitudes horaires : La ligne circule du lundi au vendredi de 5 h 28 à 22 h 25 et les samedi, dimanche et jours fériés de 6 h 30 à 21 h 25. - Desserte scolaire : Il existe une desserte des établissements scolaires Lycée Van Dongen et Saint-Laurent La Paix Notre Dame à Lagny-sur-Marne qui n'est pas assurée en période de vacances scolaires. - Date de dernière mise à jour : 9 août 2021. |                                                                  |                                                                  |                                                                  |                                                                  |                                                                  |                                                                  |                                                                  |                                                                  |
| 2223  | Dernière actualisation : — |                                                                  |                                                                  |                                                                  |                                                                  |                                                                  |                                                                  |                                                                  |                                                                  |
| 2224  | Gare de Lagny - Thorigny ⥋ Gare de Val d'Europe | Gare de Lagny - Thorigny ⥋ Gare de Val d'Europe                  | Gare de Lagny - Thorigny ⥋ Gare de Val d'Europe                  | Gare de Lagny - Thorigny ⥋ Gare de Val d'Europe                  | Gare de Lagny - Thorigny ⥋ Gare de Val d'Europe                  | Gare de Lagny - Thorigny ⥋ Gare de Val d'Europe                  | Gare de Lagny - Thorigny ⥋ Gare de Val d'Europe                  | Gare de Lagny - Thorigny ⥋ Gare de Val d'Europe                  | Gare de Lagny - Thorigny ⥋ Gare de Val d'Europe                  |
| 2224  | Ouverture / Fermeture 31 août 2015 / — | Longueur —                                                       | Durée 30 à 35 min                                                | Nb. d’arrêts 26                                                  | Matériel Standars                                                | Jours de fonctionnement L, Ma, Me, J, V, S                       | Jour / Soir / Nuit / Fêtes O / N / N / N                         | Voy. / an 293 350 validations (2 019)                            | Dépôt Bailly-Romainvilliers et Lagny-sur-Marne                   |
| 2224  | Desserte : - Villes et lieux desservis : Chanteloup-en-Brie, Chessy, Conches-sur-Gondoire, Gouvernes, Lagny-sur-Marne, Montévrain et Serris. - Gares desservies : Lagny - Thorigny et Val d'Europe. |                                                                  |                                                                  |                                                                  |                                                                  |                                                                  |                                                                  |                                                                  |                                                                  |
| 2224  | Autre : - Zone traversée : 5 - Amplitudes horaires : La ligne circule du lundi au samedi de 6 h 5 à 20 h 25. - Particularités : La ligne ne circule pas le dimanche ni les jours fériés. - Date de dernière mise à jour : 9 août 2021. |                                                                  |                                                                  |                                                                  |                                                                  |                                                                  |                                                                  |                                                                  |                                                                  |
| 2224  | Dernière actualisation : — |                                                                  |                                                                  |                                                                  |                                                                  |                                                                  |                                                                  |                                                                  |                                                                  |
| 2225  | Gare de Lagny - Thorigny ⥋ Gare de Torcy | Gare de Lagny - Thorigny ⥋ Gare de Torcy                         | Gare de Lagny - Thorigny ⥋ Gare de Torcy                         | Gare de Lagny - Thorigny ⥋ Gare de Torcy                         | Gare de Lagny - Thorigny ⥋ Gare de Torcy                         | Gare de Lagny - Thorigny ⥋ Gare de Torcy                         | Gare de Lagny - Thorigny ⥋ Gare de Torcy                         | Gare de Lagny - Thorigny ⥋ Gare de Torcy                         | Gare de Lagny - Thorigny ⥋ Gare de Torcy                         |
| 2225  | Ouverture / Fermeture — / — | Longueur —                                                       | Durée 15 à 20 min                                                | Nb. d’arrêts 17                                                  | Matériel Standards                                               | Jours de fonctionnement L, Ma, Me, J, V, S, D                    | Jour / Soir / Nuit / Fêtes O / O / N / O                         | Voy. / an 675 050 validations (2 019)                            | Dépôt Lagny-sur-Marne                                            |
| 2225  | Desserte : - Villes et lieux desservis : Bussy-Saint-Martin, Lagny-sur-Marne, Saint-Thibault-des-Vignes et Torcy. - Gares desservies : Lagny - Thorigny et Torcy. |                                                                  |                                                                  |                                                                  |                                                                  |                                                                  |                                                                  |                                                                  |                                                                  |
| 2225  | Autre : - Zone traversée : 5 - Amplitudes horaires : La ligne circule du lundi au vendredi de 4 h 30 à 23 h 56, le samedi de 5 h 31 à 23 h 50 et le dimanche et les jours fériés de 5 h 37 à 22 h 20. - Date de dernière mise à jour : 15 avril 2024. |                                                                  |                                                                  |                                                                  |                                                                  |                                                                  |                                                                  |                                                                  |                                                                  |
| 2225  | Dernière actualisation : — |                                                                  |                                                                  |                                                                  |                                                                  |                                                                  |                                                                  |                                                                  |                                                                  |
| 2226  | Gare de Lagny - Thorigny ⥋ Gare de Bussy-Saint-Georges | Gare de Lagny - Thorigny ⥋ Gare de Bussy-Saint-Georges           | Gare de Lagny - Thorigny ⥋ Gare de Bussy-Saint-Georges           | Gare de Lagny - Thorigny ⥋ Gare de Bussy-Saint-Georges           | Gare de Lagny - Thorigny ⥋ Gare de Bussy-Saint-Georges           | Gare de Lagny - Thorigny ⥋ Gare de Bussy-Saint-Georges           | Gare de Lagny - Thorigny ⥋ Gare de Bussy-Saint-Georges           | Gare de Lagny - Thorigny ⥋ Gare de Bussy-Saint-Georges           | Gare de Lagny - Thorigny ⥋ Gare de Bussy-Saint-Georges           |
| 2226  | Ouverture / Fermeture — / — | Longueur —                                                       | Durée 30 min                                                     | Nb. d’arrêts 30                                                  | Matériel Standards                                               | Jours de fonctionnement L, Ma, Me, J, V, S, D                    | Jour / Soir / Nuit / Fêtes O / N / N / O                         | Voy. / an 505 100 validations (2 019)                            | Dépôt Lagny-sur-Marne                                            |
| 2226  | Desserte : - Villes et lieux desservis : Bussy-Saint-Georges, Conches-sur-Gondoire, Gouvernes, Guermantes, Lagny-sur-Marne et Saint-Thibault-des-Vignes. - Gares desservies : Bussy-Saint-Georges et Lagny - Thorigny. |                                                                  |                                                                  |                                                                  |                                                                  |                                                                  |                                                                  |                                                                  |                                                                  |
| 2226  | Autre : - Zone traversée : 5 - Amplitudes horaires : La ligne circule du lundi au vendredi de 5 h 33 à 23 h 35, le samedi de 7 h 10 à 23 h 27 et le dimanche et les jours fériés de 9 h 1 à 23 h 27. - Desserte scolaire : Il existe une desserte des établissements scolaires Collège Léonard de Vinci à Saint-Thibault-des-Vignes, Collège des 4 Arpents et Lycée Van Dongen à Lagny-sur-Marne et Lycée Martin Luther King à Bussy-Saint-Georges qui n'est pas assurée en période de vacances scolaires. - Date de dernière mise à jour : 9 août 2021. |                                                                  |                                                                  |                                                                  |                                                                  |                                                                  |                                                                  |                                                                  |                                                                  |
| 2226  | Dernière actualisation : — |                                                                  |                                                                  |                                                                  |                                                                  |                                                                  |                                                                  |                                                                  |                                                                  |
| 2228  | Gare de Val d'Europe ⥋ Gare de Torcy | Gare de Val d'Europe ⥋ Gare de Torcy                             | Gare de Val d'Europe ⥋ Gare de Torcy                             | Gare de Val d'Europe ⥋ Gare de Torcy                             | Gare de Val d'Europe ⥋ Gare de Torcy                             | Gare de Val d'Europe ⥋ Gare de Torcy                             | Gare de Val d'Europe ⥋ Gare de Torcy                             | Gare de Val d'Europe ⥋ Gare de Torcy                             | Gare de Val d'Europe ⥋ Gare de Torcy                             |
| 2228  | Ouverture / Fermeture — / — | Longueur —                                                       | Durée 40 min                                                     | Nb. d’arrêts 22                                                  | Matériel Standards                                               | Jours de fonctionnement L, Ma, Me, J, V, S                       | Jour / Soir / Nuit / Fêtes O / N / N / N                         | Voy. / an 362 200 validations (2 019)                            | Dépôt Bailly-Romainvilliers et Lagny-sur-Marne                   |
| 2228  | Desserte : - Villes et lieux desservis : Bussy-Saint-Georges, Bussy-Saint-Martin, Collégien, Jossigny, Serris et Torcy. - Gares desservies : Bussy-Saint-Georges, Torcy et Val d'Europe. |                                                                  |                                                                  |                                                                  |                                                                  |                                                                  |                                                                  |                                                                  |                                                                  |
| 2228  | Autre : - Zone traversée : 5 - Amplitudes horaires : La ligne circule du lundi au vendredi de 5 h 49 à 22 h 17 et le samedi de 6 h 15 à 22 h 42. - Desserte scolaire : Il existe une desserte de l'établissement scolaire Lycée Martin Luther King à Bussy-Saint-Georges qui n'est pas assurée en période de vacances scolaires. - Particularités : La ligne ne circule pas le dimanche et les jours fériés. - Date de dernière mise à jour : 9 août 2021. |                                                                  |                                                                  |                                                                  |                                                                  |                                                                  |                                                                  |                                                                  |                                                                  |
| 2228  | Dernière actualisation : — |                                                                  |                                                                  |                                                                  |                                                                  |                                                                  |                                                                  |                                                                  |                                                                  |
| 2229  | Gare de Lagny - Thorigny ⥋ Gare de Torcy | Gare de Lagny - Thorigny ⥋ Gare de Torcy                         | Gare de Lagny - Thorigny ⥋ Gare de Torcy                         | Gare de Lagny - Thorigny ⥋ Gare de Torcy                         | Gare de Lagny - Thorigny ⥋ Gare de Torcy                         | Gare de Lagny - Thorigny ⥋ Gare de Torcy                         | Gare de Lagny - Thorigny ⥋ Gare de Torcy                         | Gare de Lagny - Thorigny ⥋ Gare de Torcy                         | Gare de Lagny - Thorigny ⥋ Gare de Torcy                         |
| 2229  | Ouverture / Fermeture — / — | Longueur —                                                       | Durée 25 à 35 min                                                | Nb. d’arrêts 31                                                  | Matériel Standards                                               | Jours de fonctionnement L, Ma, Me, J, V, S                       | Jour / Soir / Nuit / Fêtes O / O / N / N                         | Voy. / an 503 150 validations (2 019)                            | Dépôt Lagny-sur-Marne                                            |
| 2229  | Desserte : - Villes et lieux desservis : Gouvernes, Lagny-sur-Marne, Lognes, Saint-Thibault-des-Vignes, Thorigny-sur-Marne et Torcy. - Gares desservies : Lagny - Thorigny et Torcy. |                                                                  |                                                                  |                                                                  |                                                                  |                                                                  |                                                                  |                                                                  |                                                                  |
| 2229  | Autre : - Zone traversée : 5 - Amplitudes horaires : La ligne circule du lundi au vendredi de 5 h 19 à 21 h 56 et le samedi de 7 h 32 à 19 h 33. - Desserte scolaire : Il existe une desserte d l'établissement scolaire Lycée Emily Brontë à Lognes qui n'est pas assurée en période de vacances scolaires. - Particularités : La ligne ne circule pas le dimanche ni les jours fériés. - Date de dernière mise à jour : 15 avril 2024. |                                                                  |                                                                  |                                                                  |                                                                  |                                                                  |                                                                  |                                                                  |                                                                  |
| 2229  | Dernière actualisation : — |                                                                  |                                                                  |                                                                  |                                                                  |                                                                  |                                                                  |                                                                  |                                                                  |

### Lignes de 2230 à 2239
| Ligne | Caractéristiques | Caractéristiques                                                              | Caractéristiques                                                              | Caractéristiques                                                              | Caractéristiques                                                              | Caractéristiques                                                              | Caractéristiques                                                              | Caractéristiques                                                              | Caractéristiques                                                              |
| 2231  | Gare de Marne-la-Vallée - Chessy Sud ⥋ Villages Nature | Gare de Marne-la-Vallée - Chessy Sud ⥋ Villages Nature                        | Gare de Marne-la-Vallée - Chessy Sud ⥋ Villages Nature                        | Gare de Marne-la-Vallée - Chessy Sud ⥋ Villages Nature                        | Gare de Marne-la-Vallée - Chessy Sud ⥋ Villages Nature                        | Gare de Marne-la-Vallée - Chessy Sud ⥋ Villages Nature                        | Gare de Marne-la-Vallée - Chessy Sud ⥋ Villages Nature                        | Gare de Marne-la-Vallée - Chessy Sud ⥋ Villages Nature                        | Gare de Marne-la-Vallée - Chessy Sud ⥋ Villages Nature                        |
| ----- | --- | ----------------------------------------------------------------------------- | ----------------------------------------------------------------------------- | ----------------------------------------------------------------------------- | ----------------------------------------------------------------------------- | ----------------------------------------------------------------------------- | ----------------------------------------------------------------------------- | ----------------------------------------------------------------------------- | ----------------------------------------------------------------------------- |
| 2231  | Ouverture / Fermeture 10 juillet 2017 / — | Longueur —                                                                    | Durée 20 à 25 min                                                             | Nb. d’arrêts 12                                                               | Matériel Articulés                                                            | Jours de fonctionnement L, Ma, Me, J, V, S, D                                 | Jour / Soir / Nuit / Fêtes O / O / N / O                                      | Voy. / an 501 800 validations (2 019)                                         | Dépôt Bailly-Romainvilliers                                                   |
| 2231  | Desserte : - Villes et lieux desservis : Bailly-Romainvilliers, Chessy et Serris. - Gare desservie : Marne-la-Vallée - Chessy |                                                                               |                                                                               |                                                                               |                                                                               |                                                                               |                                                                               |                                                                               |                                                                               |
| 2231  | Autre : - Zone traversée : 5 - Amplitudes horaires : La ligne circule du lundi au vendredi de 5 h 52 à 1 h 11 et les samedi, dimanche et jours fériés de 5 h 52 à 1 h 24. - Date de dernière mise à jour : 9 août 2021. |                                                                               |                                                                               |                                                                               |                                                                               |                                                                               |                                                                               |                                                                               |                                                                               |
| 2231  | Dernière actualisation : — |                                                                               |                                                                               |                                                                               |                                                                               |                                                                               |                                                                               |                                                                               |                                                                               |
| 2233  | Gare de Marne-la-Vallée - Chessy Nord ⥋ Serris Gare de Val d'Europe | Gare de Marne-la-Vallée - Chessy Nord ⥋ Serris Gare de Val d'Europe           | Gare de Marne-la-Vallée - Chessy Nord ⥋ Serris Gare de Val d'Europe           | Gare de Marne-la-Vallée - Chessy Nord ⥋ Serris Gare de Val d'Europe           | Gare de Marne-la-Vallée - Chessy Nord ⥋ Serris Gare de Val d'Europe           | Gare de Marne-la-Vallée - Chessy Nord ⥋ Serris Gare de Val d'Europe           | Gare de Marne-la-Vallée - Chessy Nord ⥋ Serris Gare de Val d'Europe           | Gare de Marne-la-Vallée - Chessy Nord ⥋ Serris Gare de Val d'Europe           | Gare de Marne-la-Vallée - Chessy Nord ⥋ Serris Gare de Val d'Europe           |
| 2233  | Ouverture / Fermeture 14 avril 2001 / — | Longueur —                                                                    | Durée 30 min                                                                  | Nb. d’arrêts 32                                                               | Matériel Articulés ou standards                                               | Jours de fonctionnement L, Ma, Me, J, V, S, D                                 | Jour / Soir / Nuit / Fêtes O / O / N / O                                      | Voy. / an 1 034 550 validations (2 019)                                       | Dépôt Bailly-Romainvilliers                                                   |
| 2233  | Desserte : - Villes et lieux desservis : Chalifert, Chessy, Coupvray, Lagny-sur-Marne, Montévrain et Serris. - Gares desservies : Marne-la-Vallée - Chessy et Val d'Europe. |                                                                               |                                                                               |                                                                               |                                                                               |                                                                               |                                                                               |                                                                               |                                                                               |
| 2233  | Autre : - Zone traversée : 5 - Arrêts non accessibles aux UFR : CAMPS, Parking Nord, St Eloi, Louis Pasteur, Château, Vaillant, Calvaire, Écoles, Mairie de Chessy, Tournelles, Collège du Vieux Chêne, Mairie, Bonne Auberge, Alembert, Cabane Noire, Côteaux RD934, Eugène Isabey et Séquoia Lodge. - Amplitudes horaires : La ligne circule du lundi au vendredi de 4 h 44 à 0 h 33, le samedi de 5 h 25 à 23 h 18 et le dimanche et les jours fériés de 5 h 40 à 23 h 17. - Desserte scolaire : Il existe une desserte des établissements scolaires Collège du Vieux Chêne à Chessy et Collège Lucie Aubrac à Montévrain qui n'est pas assurée en période de vacances scolaires. - Date de dernière mise à jour : 8 octobre 2022. |                                                                               |                                                                               |                                                                               |                                                                               |                                                                               |                                                                               |                                                                               |                                                                               |
| 2233  | Dernière actualisation : — |                                                                               |                                                                               |                                                                               |                                                                               |                                                                               |                                                                               |                                                                               |                                                                               |
| 2234  | Gare de Marne-la-Vallée - Chessy Nord ⥋ Gare de Val d'Europe | Gare de Marne-la-Vallée - Chessy Nord ⥋ Gare de Val d'Europe                  | Gare de Marne-la-Vallée - Chessy Nord ⥋ Gare de Val d'Europe                  | Gare de Marne-la-Vallée - Chessy Nord ⥋ Gare de Val d'Europe                  | Gare de Marne-la-Vallée - Chessy Nord ⥋ Gare de Val d'Europe                  | Gare de Marne-la-Vallée - Chessy Nord ⥋ Gare de Val d'Europe                  | Gare de Marne-la-Vallée - Chessy Nord ⥋ Gare de Val d'Europe                  | Gare de Marne-la-Vallée - Chessy Nord ⥋ Gare de Val d'Europe                  | Gare de Marne-la-Vallée - Chessy Nord ⥋ Gare de Val d'Europe                  |
| 2234  | Ouverture / Fermeture — / — | Longueur —                                                                    | Durée 40 à 45 min                                                             | Nb. d’arrêts 32                                                               | Matériel Articulés ou standards                                               | Jours de fonctionnement L, Ma, Me, J, V, S, D                                 | Jour / Soir / Nuit / Fêtes O / O / N / O                                      | Voy. / an 2 423 900 validations (2 019)                                       | Dépôt Bailly-Romainvilliers                                                   |
| 2234  | Desserte : - Villes et lieux desservis : Bailly-Romainvilliers, Chessy, Coupvray, Magny-le-Hongre et Serris. - Gares desservies : Marne-la-Vallée - Chessy et Val d'Europe. |                                                                               |                                                                               |                                                                               |                                                                               |                                                                               |                                                                               |                                                                               |                                                                               |
| 2234  | Autre : - Zone traversée : 5 - Arrêts non accessibles aux UFR : Sequoia Lodge, La Boucle des 3 Ormes, Gymnase, Marsange, Armières, Centre Aquatique, Pressoir Parc d'Entreprises, Les Pléiades, Place Thomas le Pileur, Les Marmousets et Garonne. - Amplitudes horaires : La ligne circule du lundi au vendredi de 5 h à 3 h 4 et les samedi, dimanche et jours fériés de 5 h 13 à 3 h 9. - Desserte scolaire : Il existe une desserte de l'établissement scolaire Lycée Emilie du Châtelet à Serris qui n'est pas assurée en période de vacances scolaires. - Date de dernière mise à jour : 9 août 2021. |                                                                               |                                                                               |                                                                               |                                                                               |                                                                               |                                                                               |                                                                               |                                                                               |
| 2234  | Dernière actualisation : — |                                                                               |                                                                               |                                                                               |                                                                               |                                                                               |                                                                               |                                                                               |                                                                               |
| 2235  | Gare de Marne-la-Vallée - Chessy Nord ⥋ Gare de Marne-la-Vallée - Chessy Nord | Gare de Marne-la-Vallée - Chessy Nord ⥋ Gare de Marne-la-Vallée - Chessy Nord | Gare de Marne-la-Vallée - Chessy Nord ⥋ Gare de Marne-la-Vallée - Chessy Nord | Gare de Marne-la-Vallée - Chessy Nord ⥋ Gare de Marne-la-Vallée - Chessy Nord | Gare de Marne-la-Vallée - Chessy Nord ⥋ Gare de Marne-la-Vallée - Chessy Nord | Gare de Marne-la-Vallée - Chessy Nord ⥋ Gare de Marne-la-Vallée - Chessy Nord | Gare de Marne-la-Vallée - Chessy Nord ⥋ Gare de Marne-la-Vallée - Chessy Nord | Gare de Marne-la-Vallée - Chessy Nord ⥋ Gare de Marne-la-Vallée - Chessy Nord | Gare de Marne-la-Vallée - Chessy Nord ⥋ Gare de Marne-la-Vallée - Chessy Nord |
| 2235  | Ouverture / Fermeture 10 juillet 2017 / — | Longueur —                                                                    | Durée 30 à 35 min                                                             | Nb. d’arrêts 15                                                               | Matériel Midibus ou standards                                                 | Jours de fonctionnement L, Ma, Me, J, V                                       | Jour / Soir / Nuit / Fêtes O / N / N / N                                      | Voy. / an 97 450 validations (2 019)                                          | Dépôt Bailly-Romainvilliers                                                   |
| 2235  | Desserte : - Villes et lieux desservis : Bailly-Romainvilliers, Chessy, Coupvray et Magny-le-Hongre. - Gare desservie : Marne-la-Vallée - Chessy. |                                                                               |                                                                               |                                                                               |                                                                               |                                                                               |                                                                               |                                                                               |                                                                               |
| 2235  | Autre : - Zone traversée : 5 - Amplitudes horaires : La ligne circule du lundi au vendredi de 6 h 5 à 20 h 38. - Particularités : La ligne est circulaire et ne circule pas les samedi, dimanche et jours fériés ni durant les vacances d'été. - Date de dernière mise à jour : 9 août 2021. |                                                                               |                                                                               |                                                                               |                                                                               |                                                                               |                                                                               |                                                                               |                                                                               |
| 2235  | Dernière actualisation : — |                                                                               |                                                                               |                                                                               |                                                                               |                                                                               |                                                                               |                                                                               |                                                                               |

### Lignes de 2240 à 2249
| Ligne | Caractéristiques | Caractéristiques                                          | Caractéristiques                                          | Caractéristiques                                          | Caractéristiques                                          | Caractéristiques                                          | Caractéristiques                                          | Caractéristiques                                          | Caractéristiques                                          |
| 2244  | Gare de Bussy-Saint-Georges ⥋ Gare de Bussy-Saint-Georges | Gare de Bussy-Saint-Georges ⥋ Gare de Bussy-Saint-Georges | Gare de Bussy-Saint-Georges ⥋ Gare de Bussy-Saint-Georges | Gare de Bussy-Saint-Georges ⥋ Gare de Bussy-Saint-Georges | Gare de Bussy-Saint-Georges ⥋ Gare de Bussy-Saint-Georges | Gare de Bussy-Saint-Georges ⥋ Gare de Bussy-Saint-Georges | Gare de Bussy-Saint-Georges ⥋ Gare de Bussy-Saint-Georges | Gare de Bussy-Saint-Georges ⥋ Gare de Bussy-Saint-Georges | Gare de Bussy-Saint-Georges ⥋ Gare de Bussy-Saint-Georges |
| ----- | --- | --------------------------------------------------------- | --------------------------------------------------------- | --------------------------------------------------------- | --------------------------------------------------------- | --------------------------------------------------------- | --------------------------------------------------------- | --------------------------------------------------------- | --------------------------------------------------------- |
| 2244  | Ouverture / Fermeture — / — | Longueur —                                                | Durée 10 à 40 min                                         | Nb. d’arrêts 24                                           | Matériel Standards                                        | Jours de fonctionnement L, Ma, Me, J, V                   | Jour / Soir / Nuit / Fêtes O / O / N / N                  | Voy. / an 235 400 validations (2 019)                     | Dépôt Bailly-Romainvilliers                               |
| 2244  | Desserte : - Villes et lieux desservis : Bussy-Saint-Georges, Bussy-Saint-Martin et Saint-Thibault-des-Vignes. - Gare desservie : Bussy-Saint-Georges. |                                                           |                                                           |                                                           |                                                           |                                                           |                                                           |                                                           |                                                           |
| 2244  | Autre : - Zone traversée : 5 - Amplitudes horaires : La ligne circule du lundi au vendredi de 5 h à 22 h 59. - Desserte scolaire : Il existe une desserte des établissements scolaires Place du Clos et Collège Claude Monet à Bussy-Saint-Georges qui n'est pas assurée en période de vacances scolaires. - Particularités : La ligne est circulaire et ne circule pas les samedi, dimanche et jours fériés. - Date de dernière mise à jour : 15 avril 2024.                                                     |                                                           |                                                           |                                                           |                                                           |                                                           |                                                           |                                                           |                                                           |
| 2244  | Dernière actualisation : — |                                                           |                                                           |                                                           |                                                           |                                                           |                                                           |                                                           |                                                           |
| 2245  | Gare de Bussy-Saint-Georges ⥋ Gare de Bussy-Saint-Georges | Gare de Bussy-Saint-Georges ⥋ Gare de Bussy-Saint-Georges | Gare de Bussy-Saint-Georges ⥋ Gare de Bussy-Saint-Georges | Gare de Bussy-Saint-Georges ⥋ Gare de Bussy-Saint-Georges | Gare de Bussy-Saint-Georges ⥋ Gare de Bussy-Saint-Georges | Gare de Bussy-Saint-Georges ⥋ Gare de Bussy-Saint-Georges | Gare de Bussy-Saint-Georges ⥋ Gare de Bussy-Saint-Georges | Gare de Bussy-Saint-Georges ⥋ Gare de Bussy-Saint-Georges | Gare de Bussy-Saint-Georges ⥋ Gare de Bussy-Saint-Georges |
| 2245  | Ouverture / Fermeture 4 novembre 2019 / — | Longueur —                                                | Durée 20 à 30 min                                         | Nb. d’arrêts 17                                           | Matériel Standards                                        | Jours de fonctionnement L, Ma, Me, J, V, S, D             | Jour / Soir / Nuit / Fêtes O / O / N / O                  | Voy. / an 277 950 validations (2 019)                     | Dépôt Bailly-Romainvilliers                               |
| 2245  | Desserte : - Villes et lieux desservis : Bussy-Saint-Georges et Ferrières-en-Brie - Gare desservie : Bussy-Saint-Georges. |                                                           |                                                           |                                                           |                                                           |                                                           |                                                           |                                                           |                                                           |
| 2245  | Autre : - Zone traversée : 5 - Arrêts non accessibles aux UFR : Place du Clos, Mendès France, Place et Impératrice Eugénie. - Amplitudes horaires : La ligne circule du lundi au vendredi de 5 h 1 à 21 h 52, le samedi de 6 h 27 à 23 h 18 et le dimanche et les jours fériés de 7 h 30 à 20 h 30. - Particularités : Les arrêts Violaine, Parc du Bel Air, Froëlicher, Cordier et Impératrice Eugénie ne sont pas desservis les samedi, dimanche et jours fériés. - Date de dernière mise à jour : 9 août 2021. |                                                           |                                                           |                                                           |                                                           |                                                           |                                                           |                                                           |                                                           |
| 2245  | Dernière actualisation : — |                                                           |                                                           |                                                           |                                                           |                                                           |                                                           |                                                           |                                                           |

### Lignes de 2250 à 2259
| Ligne | Caractéristiques | Caractéristiques                                                                        | Caractéristiques                                                                        | Caractéristiques                                                                        | Caractéristiques                                                                        | Caractéristiques                                                                        | Caractéristiques                                                                        | Caractéristiques                                                                        | Caractéristiques                                                                        |
| 2250  | Gare de Lagny - Thorigny (Rue R. Poincaré) ⥋ Thorigny-sur-Marne Cornilliot (accès SNCF) | Gare de Lagny - Thorigny (Rue R. Poincaré) ⥋ Thorigny-sur-Marne Cornilliot (accès SNCF) | Gare de Lagny - Thorigny (Rue R. Poincaré) ⥋ Thorigny-sur-Marne Cornilliot (accès SNCF) | Gare de Lagny - Thorigny (Rue R. Poincaré) ⥋ Thorigny-sur-Marne Cornilliot (accès SNCF) | Gare de Lagny - Thorigny (Rue R. Poincaré) ⥋ Thorigny-sur-Marne Cornilliot (accès SNCF) | Gare de Lagny - Thorigny (Rue R. Poincaré) ⥋ Thorigny-sur-Marne Cornilliot (accès SNCF) | Gare de Lagny - Thorigny (Rue R. Poincaré) ⥋ Thorigny-sur-Marne Cornilliot (accès SNCF) | Gare de Lagny - Thorigny (Rue R. Poincaré) ⥋ Thorigny-sur-Marne Cornilliot (accès SNCF) | Gare de Lagny - Thorigny (Rue R. Poincaré) ⥋ Thorigny-sur-Marne Cornilliot (accès SNCF) |
| ----- | --- | --------------------------------------------------------------------------------------- | --------------------------------------------------------------------------------------- | --------------------------------------------------------------------------------------- | --------------------------------------------------------------------------------------- | --------------------------------------------------------------------------------------- | --------------------------------------------------------------------------------------- | --------------------------------------------------------------------------------------- | --------------------------------------------------------------------------------------- |
| 2250  | Ouverture / Fermeture — / — | Longueur —                                                                              | Durée 20 min                                                                            | Nb. d’arrêts 21                                                                         | Matériel Standards                                                                      | Jours de fonctionnement L, Ma, Me, J, V, S, D                                           | Jour / Soir / Nuit / Fêtes O / N / N / O                                                | Voy. / an 213 800 validations (2 019)                                                   | Dépôt Lagny-sur-Marne                                                                   |
| 2250  | Desserte : - Villes et lieux desservis : Dampmart et Thorigny-sur-Marne. - Gare desservie : Lagny - Thorigny. |                                                                                         |                                                                                         |                                                                                         |                                                                                         |                                                                                         |                                                                                         |                                                                                         |                                                                                         |
| 2250  | Autre : - Zone traversée : 5 - Amplitudes horaires : La ligne circule du lundi au vendredi de 5 h 32 à 21 h 18, le samedi de 7 h 5 à 20 h 50 et le dimanche et les jours fériés de 7 h 1 à 20 h 50. - Desserte scolaire : Il existe une desserte des établissements scolaires Collège Moulin à Vent et Lycée Perdonnet à Thorigny-sur-Marne qui n'est pas assurée en période de vacances scolaires. - Particularités : La ligne est circulaire. - Date de dernière mise à jour : 9 août 2021.                                                        |                                                                                         |                                                                                         |                                                                                         |                                                                                         |                                                                                         |                                                                                         |                                                                                         |                                                                                         |
| 2250  | Dernière actualisation : — |                                                                                         |                                                                                         |                                                                                         |                                                                                         |                                                                                         |                                                                                         |                                                                                         |                                                                                         |
| 2251  | Gare de Lagny - Thorigny (Rue R. Poincaré) ⥋ Gare de Lagny - Thorigny (Rue R. Poincaré) | Gare de Lagny - Thorigny (Rue R. Poincaré) ⥋ Gare de Lagny - Thorigny (Rue R. Poincaré) | Gare de Lagny - Thorigny (Rue R. Poincaré) ⥋ Gare de Lagny - Thorigny (Rue R. Poincaré) | Gare de Lagny - Thorigny (Rue R. Poincaré) ⥋ Gare de Lagny - Thorigny (Rue R. Poincaré) | Gare de Lagny - Thorigny (Rue R. Poincaré) ⥋ Gare de Lagny - Thorigny (Rue R. Poincaré) | Gare de Lagny - Thorigny (Rue R. Poincaré) ⥋ Gare de Lagny - Thorigny (Rue R. Poincaré) | Gare de Lagny - Thorigny (Rue R. Poincaré) ⥋ Gare de Lagny - Thorigny (Rue R. Poincaré) | Gare de Lagny - Thorigny (Rue R. Poincaré) ⥋ Gare de Lagny - Thorigny (Rue R. Poincaré) | Gare de Lagny - Thorigny (Rue R. Poincaré) ⥋ Gare de Lagny - Thorigny (Rue R. Poincaré) |
| 2251  | Ouverture / Fermeture — / — | Longueur —                                                                              | Durée 20 min                                                                            | Nb. d’arrêts 20                                                                         | Matériel Standards                                                                      | Jours de fonctionnement L, Ma, Me, J, V, S, D                                           | Jour / Soir / Nuit / Fêtes O / N / N / O                                                | Voy. / an 144 700 validations (2 019)                                                   | Dépôt Lagny-sur-Marne                                                                   |
| 2251  | Desserte : - Ville et lieux desservis : Thorigny-sur-Marne. - Gare desservie : Lagny - Thorigny. |                                                                                         |                                                                                         |                                                                                         |                                                                                         |                                                                                         |                                                                                         |                                                                                         |                                                                                         |
| 2251  | Autre : - Zone traversée : 5 - Amplitudes horaires : La ligne circule du lundi au vendredi de 5 h 53 à 21 h 23, le samedi de 7 h 4 à 19 h 55 et le dimanche et les jours fériés de 7 h 29 à 19 h 55. - Particularités : La ligne est circulaire. - Date de dernière mise à jour : 9 août 2021. |                                                                                         |                                                                                         |                                                                                         |                                                                                         |                                                                                         |                                                                                         |                                                                                         |                                                                                         |
| 2251  | Dernière actualisation : — |                                                                                         |                                                                                         |                                                                                         |                                                                                         |                                                                                         |                                                                                         |                                                                                         |                                                                                         |
| 2252  | Gare de Lagny - Thorigny (Rue R. Poincaré) ⥋ Gare de Lagny - Thorigny (Rue R. Poincaré) | Gare de Lagny - Thorigny (Rue R. Poincaré) ⥋ Gare de Lagny - Thorigny (Rue R. Poincaré) | Gare de Lagny - Thorigny (Rue R. Poincaré) ⥋ Gare de Lagny - Thorigny (Rue R. Poincaré) | Gare de Lagny - Thorigny (Rue R. Poincaré) ⥋ Gare de Lagny - Thorigny (Rue R. Poincaré) | Gare de Lagny - Thorigny (Rue R. Poincaré) ⥋ Gare de Lagny - Thorigny (Rue R. Poincaré) | Gare de Lagny - Thorigny (Rue R. Poincaré) ⥋ Gare de Lagny - Thorigny (Rue R. Poincaré) | Gare de Lagny - Thorigny (Rue R. Poincaré) ⥋ Gare de Lagny - Thorigny (Rue R. Poincaré) | Gare de Lagny - Thorigny (Rue R. Poincaré) ⥋ Gare de Lagny - Thorigny (Rue R. Poincaré) | Gare de Lagny - Thorigny (Rue R. Poincaré) ⥋ Gare de Lagny - Thorigny (Rue R. Poincaré) |
| 2252  | Ouverture / Fermeture — / — | Longueur —                                                                              | Durée 10 à 20 min                                                                       | Nb. d’arrêts 15                                                                         | Matériel Standards                                                                      | Jours de fonctionnement L, Ma, Me, J, V, S, D                                           | Jour / Soir / Nuit / Fêtes O / N / N / O                                                | Voy. / an 113 000 validations (2 019)                                                   | Dépôt Lagny-sur-Marne                                                                   |
| 2252  | Desserte : - Villes et lieux desservis : Pomponne et Thorigny-sur-Marne. - Gare desservie : Lagny - Thorigny. |                                                                                         |                                                                                         |                                                                                         |                                                                                         |                                                                                         |                                                                                         |                                                                                         |                                                                                         |
| 2252  | Autre : - Zone traversée : 5 - Amplitudes horaires : La ligne circule du lundi au vendredi de 5 h 43 à 21 h 25, le samedi de 6 h 58 à 21 h 24 et le dimanche et les jours fériés de 7 h 57 à 20 h 24. - Desserte scolaire : Il existe une desserte de l'établissement scolaire Collège Moulin à Vent à Thorigny-sur-Marne qui n'est pas assurée en période de vacances scolaires. - Particularités : La ligne est limitée à l'arrêt Renaissance à Pomponne le samedi, le dimanche et les jours fériés. - Date de dernière mise à jour : 9 août 2021. |                                                                                         |                                                                                         |                                                                                         |                                                                                         |                                                                                         |                                                                                         |                                                                                         |                                                                                         |
| 2252  | Dernière actualisation : — |                                                                                         |                                                                                         |                                                                                         |                                                                                         |                                                                                         |                                                                                         |                                                                                         |                                                                                         |
| 2253  | Gare de Lagny - Thorigny ⥋ Gare de Lagny - Thorigny | Gare de Lagny - Thorigny ⥋ Gare de Lagny - Thorigny                                     | Gare de Lagny - Thorigny ⥋ Gare de Lagny - Thorigny                                     | Gare de Lagny - Thorigny ⥋ Gare de Lagny - Thorigny                                     | Gare de Lagny - Thorigny ⥋ Gare de Lagny - Thorigny                                     | Gare de Lagny - Thorigny ⥋ Gare de Lagny - Thorigny                                     | Gare de Lagny - Thorigny ⥋ Gare de Lagny - Thorigny                                     | Gare de Lagny - Thorigny ⥋ Gare de Lagny - Thorigny                                     | Gare de Lagny - Thorigny ⥋ Gare de Lagny - Thorigny                                     |
| 2253  | Ouverture / Fermeture 7 janvier 2019 / — | Longueur —                                                                              | Durée 50 min                                                                            | Nb. d’arrêts 37                                                                         | Matériel Midibus ou minibus                                                             | Jours de fonctionnement L, Ma, Me, J, V, S, D                                           | Jour / Soir / Nuit / Fêtes O / N / N / O                                                | Voy. / an 39 950 validations (2 019)                                                    | Dépôt Lagny-sur-Marne                                                                   |
| 2253  | Desserte : - Villes et lieux desservis : Lagny-sur-Marne et Saint-Thibault-des-Vignes. - Gare desservie : Lagny - Thorigny. |                                                                                         |                                                                                         |                                                                                         |                                                                                         |                                                                                         |                                                                                         |                                                                                         |                                                                                         |
| 2253  | Autre : - Zone traversée : 5 - Amplitudes horaires : La ligne circule du lundi au vendredi de 7 h 0 à 20 h 16, le samedi de 7 h 2 à 19 h 50 et le dimanche et les jours fériés de 9 h 1 à 13 h 51. - Particularités : La ligne est circulaire en sens horaire. - Date de dernière mise à jour : 15 avril 2024. |                                                                                         |                                                                                         |                                                                                         |                                                                                         |                                                                                         |                                                                                         |                                                                                         |                                                                                         |
| 2253  | Dernière actualisation : — |                                                                                         |                                                                                         |                                                                                         |                                                                                         |                                                                                         |                                                                                         |                                                                                         |                                                                                         |
| 2254  | Gare de Lagny - Thorigny ⥋ Gare de Lagny - Thorigny | Gare de Lagny - Thorigny ⥋ Gare de Lagny - Thorigny                                     | Gare de Lagny - Thorigny ⥋ Gare de Lagny - Thorigny                                     | Gare de Lagny - Thorigny ⥋ Gare de Lagny - Thorigny                                     | Gare de Lagny - Thorigny ⥋ Gare de Lagny - Thorigny                                     | Gare de Lagny - Thorigny ⥋ Gare de Lagny - Thorigny                                     | Gare de Lagny - Thorigny ⥋ Gare de Lagny - Thorigny                                     | Gare de Lagny - Thorigny ⥋ Gare de Lagny - Thorigny                                     | Gare de Lagny - Thorigny ⥋ Gare de Lagny - Thorigny                                     |
| 2254  | Ouverture / Fermeture 7 janvier 2019 / — | Longueur —                                                                              | Durée 50 min                                                                            | Nb. d’arrêts 37                                                                         | Matériel Midibus ou minibus                                                             | Jours de fonctionnement L, Ma, Me, J, V, S, D                                           | Jour / Soir / Nuit / Fêtes O / N / N / O                                                | Voy. / an 39 950 validations (2 019)                                                    | Dépôt Lagny-sur-Marne                                                                   |
| 2254  | Desserte : - Villes et lieux desservis : Lagny-sur-Marne et Saint-Thibault-des-Vignes. - Gare desservie : Lagny - Thorigny. |                                                                                         |                                                                                         |                                                                                         |                                                                                         |                                                                                         |                                                                                         |                                                                                         |                                                                                         |
| 2254  | Autre : - Zone traversée : 5 - Amplitudes horaires : La ligne circule du lundi au vendredi de 5 h 39 à 18 h 27, le samedi de 5 h 42 à 18 h 27 et le dimanche et les jours fériés de 8 h 43 à 13 h 27. - Particularités : La ligne est circulaire en sens anti-horaire. - Date de dernière mise à jour : 15 avril 2024. |                                                                                         |                                                                                         |                                                                                         |                                                                                         |                                                                                         |                                                                                         |                                                                                         |                                                                                         |
| 2254  | Dernière actualisation : — |                                                                                         |                                                                                         |                                                                                         |                                                                                         |                                                                                         |                                                                                         |                                                                                         |                                                                                         |

### Lignes de 2260 à 2269
| Ligne | Caractéristiques | Caractéristiques                                                          | Caractéristiques                                                          | Caractéristiques                                                          | Caractéristiques                                                          | Caractéristiques                                                          | Caractéristiques                                                          | Caractéristiques                                                          | Caractéristiques                                                          |
| 2260  | Gare de Val d'Europe ⥋ Philo | Gare de Val d'Europe ⥋ Philo                                              | Gare de Val d'Europe ⥋ Philo                                              | Gare de Val d'Europe ⥋ Philo                                              | Gare de Val d'Europe ⥋ Philo                                              | Gare de Val d'Europe ⥋ Philo                                              | Gare de Val d'Europe ⥋ Philo                                              | Gare de Val d'Europe ⥋ Philo                                              | Gare de Val d'Europe ⥋ Philo                                              |
| ----- | --- | ------------------------------------------------------------------------- | ------------------------------------------------------------------------- | ------------------------------------------------------------------------- | ------------------------------------------------------------------------- | ------------------------------------------------------------------------- | ------------------------------------------------------------------------- | ------------------------------------------------------------------------- | ------------------------------------------------------------------------- |
| 2260  | Ouverture / Fermeture — / — | Longueur —                                                                | Durée 30 à 35 min                                                         | Nb. d’arrêts 24                                                           | Matériel Autocars, midibus ou standards                                   | Jours de fonctionnement L, Ma, Me, J, V, S, D                             | Jour / Soir / Nuit / Fêtes O / N / N / O                                  | Voy. / an 61 950 validations (2 019)                                      | Dépôt Bailly-Romainvilliers                                               |
| 2260  | Desserte : - Villes et lieux desservis : Condé-Sainte-Libiaire, Coupvray, Magny-le-Hongre, Montry, Quincy-Voisins et Serris. - Gares desservies : Montry - Condé et Val d'Europe. |                                                                           |                                                                           |                                                                           |                                                                           |                                                                           |                                                                           |                                                                           |                                                                           |
| 2260  | Autre : - Zone traversée : 5 - Amplitudes horaires : La ligne circule du lundi au vendredi de 5 h 20 à 21 h 10, le samedi de 7 h 15 à 20 h 29 et le dimanche et les jours fériés de 10 h 15 à 18 h 59. - Date de dernière mise à jour : 9 août 2021. |                                                                           |                                                                           |                                                                           |                                                                           |                                                                           |                                                                           |                                                                           |                                                                           |
| 2260  | Dernière actualisation : — |                                                                           |                                                                           |                                                                           |                                                                           |                                                                           |                                                                           |                                                                           |                                                                           |
| 2261  | Gare de Marne-la-Vallée - Chessy Nord ⥋ Gare d'Esbly | Gare de Marne-la-Vallée - Chessy Nord ⥋ Gare d'Esbly                      | Gare de Marne-la-Vallée - Chessy Nord ⥋ Gare d'Esbly                      | Gare de Marne-la-Vallée - Chessy Nord ⥋ Gare d'Esbly                      | Gare de Marne-la-Vallée - Chessy Nord ⥋ Gare d'Esbly                      | Gare de Marne-la-Vallée - Chessy Nord ⥋ Gare d'Esbly                      | Gare de Marne-la-Vallée - Chessy Nord ⥋ Gare d'Esbly                      | Gare de Marne-la-Vallée - Chessy Nord ⥋ Gare d'Esbly                      | Gare de Marne-la-Vallée - Chessy Nord ⥋ Gare d'Esbly                      |
| 2261  | Ouverture / Fermeture — / — | Longueur —                                                                | Durée 10 à 15 min                                                         | Nb. d’arrêts 14                                                           | Matériel Autocars, midibus ou standards                                   | Jours de fonctionnement L, Ma, Me, J, V, S, D                             | Jour / Soir / Nuit / Fêtes O / N / N / O                                  | Voy. / an 146 500 validations (2 019)                                     | Dépôt Bailly-Romainvilliers                                               |
| 2261  | Desserte : - Villes et lieux desservis : Esbly, Chessy, Coupvray et Magny-le-Hongre. - Gares desservies : Esbly et Marne-la-Vallée - Chessy. |                                                                           |                                                                           |                                                                           |                                                                           |                                                                           |                                                                           |                                                                           |                                                                           |
| 2261  | Autre : - Zone traversée : 5 - Amplitudes horaires : La ligne circule du lundi au vendredi de 5 h 30 à 22 h 21, le samedi de 4 h 30 à 21 h 28 et le dimanche et les jours fériés de 6 h 30 à 21 h 28. - Desserte scolaire : Il existe une desserte de l'établissement scolaire Collège Louis Braille à Esbly qui n'est pas assurée en période de vacances scolaires. - Date de dernière mise à jour : 9 août 2021.                                                                               |                                                                           |                                                                           |                                                                           |                                                                           |                                                                           |                                                                           |                                                                           |                                                                           |
| 2261  | Dernière actualisation : — |                                                                           |                                                                           |                                                                           |                                                                           |                                                                           |                                                                           |                                                                           |                                                                           |
| 2262  | Gare de Marne-la-Vallée - Chessy Nord ⥋ Gare d'Esbly | Gare de Marne-la-Vallée - Chessy Nord ⥋ Gare d'Esbly                      | Gare de Marne-la-Vallée - Chessy Nord ⥋ Gare d'Esbly                      | Gare de Marne-la-Vallée - Chessy Nord ⥋ Gare d'Esbly                      | Gare de Marne-la-Vallée - Chessy Nord ⥋ Gare d'Esbly                      | Gare de Marne-la-Vallée - Chessy Nord ⥋ Gare d'Esbly                      | Gare de Marne-la-Vallée - Chessy Nord ⥋ Gare d'Esbly                      | Gare de Marne-la-Vallée - Chessy Nord ⥋ Gare d'Esbly                      | Gare de Marne-la-Vallée - Chessy Nord ⥋ Gare d'Esbly                      |
| 2262  | Ouverture / Fermeture — / — | Longueur —                                                                | Durée 20 à 25 min                                                         | Nb. d’arrêts 18                                                           | Matériel Autocars, midibus ou standards                                   | Jours de fonctionnement L, Ma, Me, J, V, S, D                             | Jour / Soir / Nuit / Fêtes O / N / N / O                                  | Voy. / an 97 500 validations (2 019)                                      | Dépôt Bailly-Romainvilliers                                               |
| 2262  | Desserte : - Villes et lieux desservis : Chessy, Coupvray et Esbly. - Gares desservies : Marne-la-Vallée - Chessy et Esbly. |                                                                           |                                                                           |                                                                           |                                                                           |                                                                           |                                                                           |                                                                           |                                                                           |
| 2262  | Autre : - Zone traversée : 5 - Amplitudes horaires : La ligne circule du lundi au vendredi de 5 h 31 à 21 h 52, le samedi de 6 h 7 à 19 h 51 et le dimanche et les jours fériés de 8 h 7 à 17 h 51. - Desserte scolaire : Il existe une desserte des établissements scolaires Collège Louis Braille à Esbly et Groupe scolaire Francis et Odette Teisseyre à Coupvray qui n'est pas assurée en période de vacances scolaires. - Date de dernière mise à jour : 20 février 2025.                  |                                                                           |                                                                           |                                                                           |                                                                           |                                                                           |                                                                           |                                                                           |                                                                           |
| 2262  | Dernière actualisation : — |                                                                           |                                                                           |                                                                           |                                                                           |                                                                           |                                                                           |                                                                           |                                                                           |
| 2263  | Jablines Île de Loisirs ⥋ Gare de Marne-la-Vallée - Chessy Nord | Jablines Île de Loisirs ⥋ Gare de Marne-la-Vallée - Chessy Nord           | Jablines Île de Loisirs ⥋ Gare de Marne-la-Vallée - Chessy Nord           | Jablines Île de Loisirs ⥋ Gare de Marne-la-Vallée - Chessy Nord           | Jablines Île de Loisirs ⥋ Gare de Marne-la-Vallée - Chessy Nord           | Jablines Île de Loisirs ⥋ Gare de Marne-la-Vallée - Chessy Nord           | Jablines Île de Loisirs ⥋ Gare de Marne-la-Vallée - Chessy Nord           | Jablines Île de Loisirs ⥋ Gare de Marne-la-Vallée - Chessy Nord           | Jablines Île de Loisirs ⥋ Gare de Marne-la-Vallée - Chessy Nord           |
| 2263  | Ouverture / Fermeture — / — | Longueur —                                                                | Durée 25 min                                                              | Nb. d’arrêts 15                                                           | Matériel Autocars, midibus ou standards                                   | Jours de fonctionnement L, Ma, Me, J, V, S, D                             | Jour / Soir / Nuit / Fêtes O / N / N / N                                  | Voy. / an 43 250 validations (2 019)                                      | Dépôt Bailly-Romainvilliers                                               |
| 2263  | Desserte : - Villes et lieux desservis : Chalifert, Chessy, Coupvray, Jablines et Lesches. - Gare desservie : Marne-la-Vallée - Chessy. |                                                                           |                                                                           |                                                                           |                                                                           |                                                                           |                                                                           |                                                                           |                                                                           |
| 2263  | Autre : - Zone traversée : 5 - Amplitudes horaires : La ligne circule du lundi au vendredi de 6 h 18 à 20 h 23 et les samedi, dimanche et jours fériés de 9 h 25 à 21 h 8. - Date de dernière mise à jour : 9 août 2021. |                                                                           |                                                                           |                                                                           |                                                                           |                                                                           |                                                                           |                                                                           |                                                                           |
| 2263  | Dernière actualisation : — |                                                                           |                                                                           |                                                                           |                                                                           |                                                                           |                                                                           |                                                                           |                                                                           |
| 2264  | Jablines Île de Loisirs ⥋ Saint-Germain-sur-Morin Collège Stéphane Hessel | Jablines Île de Loisirs ⥋ Saint-Germain-sur-Morin Collège Stéphane Hessel | Jablines Île de Loisirs ⥋ Saint-Germain-sur-Morin Collège Stéphane Hessel | Jablines Île de Loisirs ⥋ Saint-Germain-sur-Morin Collège Stéphane Hessel | Jablines Île de Loisirs ⥋ Saint-Germain-sur-Morin Collège Stéphane Hessel | Jablines Île de Loisirs ⥋ Saint-Germain-sur-Morin Collège Stéphane Hessel | Jablines Île de Loisirs ⥋ Saint-Germain-sur-Morin Collège Stéphane Hessel | Jablines Île de Loisirs ⥋ Saint-Germain-sur-Morin Collège Stéphane Hessel | Jablines Île de Loisirs ⥋ Saint-Germain-sur-Morin Collège Stéphane Hessel |
| 2264  | Ouverture / Fermeture — / — | Longueur —                                                                | Durée 25 min                                                              | Nb. d’arrêts 20                                                           | Matériel Autocars, midibus ou standards                                   | Jours de fonctionnement L, Ma, Me, J, V                                   | Jour / Soir / Nuit / Fêtes O / N / N / N                                  | Voy. / an 22 150 validations (2 019)                                      | Dépôt Bailly-Romainvilliers                                               |
| 2264  | Desserte : - Villes et lieux desservis : Coupvray, Esbly, Jablines, Lesches, Montry et Saint-Germain-sur-Morin. - Gares desservies : Esbly et Montry - Condé. |                                                                           |                                                                           |                                                                           |                                                                           |                                                                           |                                                                           |                                                                           |                                                                           |
| 2264  | Autre : - Zone traversée : 5 - Amplitudes horaires : La ligne circule du lundi au vendredi de 6 h 11 à 19 h 52. - Desserte scolaire : Il existe une desserte des établissements scolaires Collège Louis Braille à Esbly, École Marcel Pagnol (Jean Rostand) à Lesches et École Rue de la Marne à Jablines qui n'est pas assurée en période de vacances scolaires. - Particularités : La ligne ne circule pas les samedi, dimanche et jours fériés. - Date de dernière mise à jour : 9 août 2021. |                                                                           |                                                                           |                                                                           |                                                                           |                                                                           |                                                                           |                                                                           |                                                                           |
| 2264  | Dernière actualisation : — |                                                                           |                                                                           |                                                                           |                                                                           |                                                                           |                                                                           |                                                                           |                                                                           |

### Lignes de 2280 à 2289
| Ligne | Caractéristiques | Caractéristiques                                       | Caractéristiques                                       | Caractéristiques                                       | Caractéristiques                                       | Caractéristiques                                       | Caractéristiques                                       | Caractéristiques                                       | Caractéristiques                                       |
| 2280  | Les Martyrs ⥋ St-Laurent (Rue Brébion) | Les Martyrs ⥋ St-Laurent (Rue Brébion)                 | Les Martyrs ⥋ St-Laurent (Rue Brébion)                 | Les Martyrs ⥋ St-Laurent (Rue Brébion)                 | Les Martyrs ⥋ St-Laurent (Rue Brébion)                 | Les Martyrs ⥋ St-Laurent (Rue Brébion)                 | Les Martyrs ⥋ St-Laurent (Rue Brébion)                 | Les Martyrs ⥋ St-Laurent (Rue Brébion)                 | Les Martyrs ⥋ St-Laurent (Rue Brébion)                 |
| ----- | --- | ------------------------------------------------------ | ------------------------------------------------------ | ------------------------------------------------------ | ------------------------------------------------------ | ------------------------------------------------------ | ------------------------------------------------------ | ------------------------------------------------------ | ------------------------------------------------------ |
| 2280  | Ouverture / Fermeture 2 septembre 2021 / — | Longueur —                                             | Durée —                                                | Nb. d’arrêts 11                                        | Matériel Autocars, articulés ou standards              | Jours de fonctionnement L, Ma, Me, J, V                | Jour / Soir / Nuit / Fêtes O / N / N / N               | Voy. / an —                                            | Dépôt Lagny-sur-Marne                                  |
| 2280  | Desserte : - Villes et lieux desservis : Brou-sur-Chantereine, Chelles, Lagny-sur-Marne, Saint-Thibault-des-Vignes et Vaires-sur-Marne. - Gare desservie : Vaires - Torcy. |                                                        |                                                        |                                                        |                                                        |                                                        |                                                        |                                                        |                                                        |
| 2280  | Autre : - Zone traversée : 5 - Amplitudes horaires : La ligne circule du lundi au vendredi de 7 h 5 à 17 h 48, excepté le mercredi jusqu'à 12 h 58. - Desserte scolaire : La ligne est une desserte de l'établissement scolaire Saint-Laurent La Paix Notre Dame à Lagny-sur-Marne qui n'est pas assurée en période de vacances scolaires. - Particularités : La ligne ne circule pas les samedi, dimanche et jours fériés. - Date de dernière mise à jour : 15 avril 2024.  |                                                        |                                                        |                                                        |                                                        |                                                        |                                                        |                                                        |                                                        |
| 2280  | Dernière actualisation : — |                                                        |                                                        |                                                        |                                                        |                                                        |                                                        |                                                        |                                                        |
| 2281  | Église de Gournay ⥋ St-Laurent (Rue Brébion) | Église de Gournay ⥋ St-Laurent (Rue Brébion)           | Église de Gournay ⥋ St-Laurent (Rue Brébion)           | Église de Gournay ⥋ St-Laurent (Rue Brébion)           | Église de Gournay ⥋ St-Laurent (Rue Brébion)           | Église de Gournay ⥋ St-Laurent (Rue Brébion)           | Église de Gournay ⥋ St-Laurent (Rue Brébion)           | Église de Gournay ⥋ St-Laurent (Rue Brébion)           | Église de Gournay ⥋ St-Laurent (Rue Brébion)           |
| 2281  | Ouverture / Fermeture 2 septembre 2021 / — | Longueur —                                             | Durée —                                                | Nb. d’arrêts 4                                         | Matériel Autocars, articulés ou standards              | Jours de fonctionnement L, Ma, Me, J, V                | Jour / Soir / Nuit / Fêtes O / N / N / N               | Voy. / an —                                            | Dépôt Lagny-sur-Marne                                  |
| 2281  | Desserte : - Villes et lieux desservis : Champs-sur-Marne, Gournay-sur-Marne et Lagny-sur-Marne. |                                                        |                                                        |                                                        |                                                        |                                                        |                                                        |                                                        |                                                        |
| 2281  | Autre : - Zone traversée : 5 - Amplitudes horaires : La ligne circule du lundi au vendredi de 7 h 21 à 17 h 35, excepté le mercredi jusqu'à 12 h 45. - Desserte scolaire : La ligne est une desserte de l'établissement scolaire Saint-Laurent La Paix Notre Dame à Lagny-sur-Marne qui n'est pas assurée en période de vacances scolaires. - Particularités : La ligne ne circule pas les samedi, dimanche et jours fériés. - Date de dernière mise à jour : 15 avril 2024. |                                                        |                                                        |                                                        |                                                        |                                                        |                                                        |                                                        |                                                        |
| 2281  | Dernière actualisation : — |                                                        |                                                        |                                                        |                                                        |                                                        |                                                        |                                                        |                                                        |
| 2282  | Château de Champs-sur-Marne ⥋ St-Laurent (Rue Brébion) | Château de Champs-sur-Marne ⥋ St-Laurent (Rue Brébion) | Château de Champs-sur-Marne ⥋ St-Laurent (Rue Brébion) | Château de Champs-sur-Marne ⥋ St-Laurent (Rue Brébion) | Château de Champs-sur-Marne ⥋ St-Laurent (Rue Brébion) | Château de Champs-sur-Marne ⥋ St-Laurent (Rue Brébion) | Château de Champs-sur-Marne ⥋ St-Laurent (Rue Brébion) | Château de Champs-sur-Marne ⥋ St-Laurent (Rue Brébion) | Château de Champs-sur-Marne ⥋ St-Laurent (Rue Brébion) |
| 2282  | Ouverture / Fermeture 2 septembre 2021 / — | Longueur —                                             | Durée —                                                | Nb. d’arrêts 18                                        | Matériel Autocars, articulés ou standards              | Jours de fonctionnement L, Ma, Me, J, V                | Jour / Soir / Nuit / Fêtes O / N / N / N               | Voy. / an —                                            | Dépôt Lagny-sur-Marne                                  |
| 2282  | Desserte : - Villes et lieux desservis : Bussy-Saint-Martin, Champs-sur-Marne, Conches-sur-Gondoire, Guermantes, Lagny-sur-Marne et Noisiel. |                                                        |                                                        |                                                        |                                                        |                                                        |                                                        |                                                        |                                                        |
| 2282  | Autre : - Zone traversée : 5 - Amplitudes horaires : La ligne circule du lundi au vendredi de 7 h 21 à 17 h 45, excepté le mercredi jusqu'à 12 h 53. - Desserte scolaire : La ligne est une desserte de l'établissement scolaire Saint-Laurent La Paix Notre Dame à Lagny-sur-Marne qui n'est pas assurée en période de vacances scolaires. - Particularités : La ligne ne circule pas les samedi, dimanche et jours fériés. - Date de dernière mise à jour : 15 avril 2024. |                                                        |                                                        |                                                        |                                                        |                                                        |                                                        |                                                        |                                                        |
| 2282  | Dernière actualisation : — |                                                        |                                                        |                                                        |                                                        |                                                        |                                                        |                                                        |                                                        |
| 2283  | Les Provinces ⥋ St-Laurent (Rue Brébion) | Les Provinces ⥋ St-Laurent (Rue Brébion)               | Les Provinces ⥋ St-Laurent (Rue Brébion)               | Les Provinces ⥋ St-Laurent (Rue Brébion)               | Les Provinces ⥋ St-Laurent (Rue Brébion)               | Les Provinces ⥋ St-Laurent (Rue Brébion)               | Les Provinces ⥋ St-Laurent (Rue Brébion)               | Les Provinces ⥋ St-Laurent (Rue Brébion)               | Les Provinces ⥋ St-Laurent (Rue Brébion)               |
| 2283  | Ouverture / Fermeture 2 septembre 2021 / — | Longueur —                                             | Durée —                                                | Nb. d’arrêts 11                                        | Matériel Autocars, articulés ou standards              | Jours de fonctionnement L, Ma, Me, J, V                | Jour / Soir / Nuit / Fêtes O / N / N / N               | Voy. / an —                                            | Dépôt Lagny-sur-Marne                                  |
| 2283  | Desserte : - Villes et lieux desservis : Lagny-sur-Marne, Noisiel, Saint-Thibault-des-Vignes et Torcy. |                                                        |                                                        |                                                        |                                                        |                                                        |                                                        |                                                        |                                                        |
| 2283  | Autre : - Zone traversée : 5 - Amplitudes horaires : La ligne circule du lundi au vendredi de 7 h 15 à 17 h 38, excepté le mercredi jusqu'à 12 h 48. - Desserte scolaire : La ligne est une desserte de l'établissement scolaire Saint-Laurent La Paix Notre Dame à Lagny-sur-Marne qui n'est pas assurée en période de vacances scolaires. - Particularités : La ligne ne circule pas les samedi, dimanche et jours fériés. - Date de dernière mise à jour : 15 avril 2024. |                                                        |                                                        |                                                        |                                                        |                                                        |                                                        |                                                        |                                                        |
| 2283  | Dernière actualisation : — |                                                        |                                                        |                                                        |                                                        |                                                        |                                                        |                                                        |                                                        |
| 2284  | Place Beilstein ⥋ St-Laurent (Rue Brébion) | Place Beilstein ⥋ St-Laurent (Rue Brébion)             | Place Beilstein ⥋ St-Laurent (Rue Brébion)             | Place Beilstein ⥋ St-Laurent (Rue Brébion)             | Place Beilstein ⥋ St-Laurent (Rue Brébion)             | Place Beilstein ⥋ St-Laurent (Rue Brébion)             | Place Beilstein ⥋ St-Laurent (Rue Brébion)             | Place Beilstein ⥋ St-Laurent (Rue Brébion)             | Place Beilstein ⥋ St-Laurent (Rue Brébion)             |
| 2284  | Ouverture / Fermeture 2 septembre 2021 / — | Longueur —                                             | Durée —                                                | Nb. d’arrêts 8                                         | Matériel Autocars, articulés ou standards              | Jours de fonctionnement L, Ma, Me, J, V                | Jour / Soir / Nuit / Fêtes O / N / N / N               | Voy. / an —                                            | Dépôt Lagny-sur-Marne                                  |
| 2284  | Desserte : - Villes et lieux desservis : Croissy-Beaubourg, Emerainville et Lagny-sur-Marne. |                                                        |                                                        |                                                        |                                                        |                                                        |                                                        |                                                        |                                                        |
| 2284  | Autre : - Zone traversée : 5 - Amplitudes horaires : La ligne circule du lundi au vendredi de 7 h 14 à 17 h 44, excepté le mercredi jusqu'à 12 h 54. - Desserte scolaire : La ligne est une desserte de l'établissement scolaire Saint-Laurent La Paix Notre Dame à Lagny-sur-Marne qui n'est pas assurée en période de vacances scolaires. - Particularités : La ligne ne circule pas les samedi, dimanche et jours fériés. - Date de dernière mise à jour : 15 avril 2024. |                                                        |                                                        |                                                        |                                                        |                                                        |                                                        |                                                        |                                                        |
| 2284  | Dernière actualisation : — |                                                        |                                                        |                                                        |                                                        |                                                        |                                                        |                                                        |                                                        |

### Lignes de 2290 à 2299
| Ligne | Caractéristiques | Caractéristiques                                                                       | Caractéristiques                                                                       | Caractéristiques                                                                       | Caractéristiques                                                                       | Caractéristiques                                                                       | Caractéristiques                                                                       | Caractéristiques                                                                       | Caractéristiques                                                                       |
| 2290  | Gare de Torcy ⥋ Gare d'Ozoir-la-Ferrière | Gare de Torcy ⥋ Gare d'Ozoir-la-Ferrière                                               | Gare de Torcy ⥋ Gare d'Ozoir-la-Ferrière                                               | Gare de Torcy ⥋ Gare d'Ozoir-la-Ferrière                                               | Gare de Torcy ⥋ Gare d'Ozoir-la-Ferrière                                               | Gare de Torcy ⥋ Gare d'Ozoir-la-Ferrière                                               | Gare de Torcy ⥋ Gare d'Ozoir-la-Ferrière                                               | Gare de Torcy ⥋ Gare d'Ozoir-la-Ferrière                                               | Gare de Torcy ⥋ Gare d'Ozoir-la-Ferrière                                               |
| ----- | --- | -------------------------------------------------------------------------------------- | -------------------------------------------------------------------------------------- | -------------------------------------------------------------------------------------- | -------------------------------------------------------------------------------------- | -------------------------------------------------------------------------------------- | -------------------------------------------------------------------------------------- | -------------------------------------------------------------------------------------- | -------------------------------------------------------------------------------------- |
| 2290  | Ouverture / Fermeture — / — | Longueur —                                                                             | Durée 15 à 40 min                                                                      | Nb. d’arrêts 23                                                                        | Matériel Autocars ou standards                                                         | Jours de fonctionnement L, Ma, Me, J, V, S                                             | Jour / Soir / Nuit / Fêtes O / N / N / N                                               | Voy. / an 325 750 validations (2 019)                                                  | Dépôt Lagny-sur-Marne                                                                  |
| 2290  | Desserte : - Villes et lieux desservis : Bussy-Saint-Martin, Collégien, Ozoir-la-Ferrière, Pontcarré et Torcy. - Gares desservies : Torcy et Ozoir-la-Ferrière. |                                                                                        |                                                                                        |                                                                                        |                                                                                        |                                                                                        |                                                                                        |                                                                                        |                                                                                        |
| 2290  | Autre : - Zone traversée : 5 - Amplitudes horaires : La ligne circule du lundi au vendredi de 5 h 25 à 20 h 49 et le samedi de 7 h 10 à 20 h 30. - Desserte scolaire : Il existe une desserte de l'établissement scolaire Collège Victor Schoelcher à Torcy qui n'est pas assurée en période de vacances scolaires. - Particularités : La ligne est limitée à l'arrêt Fleuriste situé à Pontcarré le samedi, et ne circule pas le dimanche ni les jours fériés. - Date de dernière mise à jour : 9 août 2021.                         |                                                                                        |                                                                                        |                                                                                        |                                                                                        |                                                                                        |                                                                                        |                                                                                        |                                                                                        |
| 2290  | Dernière actualisation : — |                                                                                        |                                                                                        |                                                                                        |                                                                                        |                                                                                        |                                                                                        |                                                                                        |                                                                                        |
| 2291  | Gare de Lagny - Thorigny (Rue R. Poincaré) ⥋ Claye-Souilly Mairie ou Centre commercial | Gare de Lagny - Thorigny (Rue R. Poincaré) ⥋ Claye-Souilly Mairie ou Centre commercial | Gare de Lagny - Thorigny (Rue R. Poincaré) ⥋ Claye-Souilly Mairie ou Centre commercial | Gare de Lagny - Thorigny (Rue R. Poincaré) ⥋ Claye-Souilly Mairie ou Centre commercial | Gare de Lagny - Thorigny (Rue R. Poincaré) ⥋ Claye-Souilly Mairie ou Centre commercial | Gare de Lagny - Thorigny (Rue R. Poincaré) ⥋ Claye-Souilly Mairie ou Centre commercial | Gare de Lagny - Thorigny (Rue R. Poincaré) ⥋ Claye-Souilly Mairie ou Centre commercial | Gare de Lagny - Thorigny (Rue R. Poincaré) ⥋ Claye-Souilly Mairie ou Centre commercial | Gare de Lagny - Thorigny (Rue R. Poincaré) ⥋ Claye-Souilly Mairie ou Centre commercial |
| 2291  | Ouverture / Fermeture — / — | Longueur —                                                                             | Durée 10 à 30 min                                                                      | Nb. d’arrêts 32                                                                        | Matériel Autocars ou standards                                                         | Jours de fonctionnement L, Ma, Me, J, V, S                                             | Jour / Soir / Nuit / Fêtes O / N / N / N                                               | Voy. / an 173 800 validations (2 019)                                                  | Dépôt Lagny-sur-Marne                                                                  |
| 2291  | Desserte : - Villes et lieux desservis : Annet-sur-Marne, Carnetin, Claye-Souilly et Thorigny-sur-Marne. - Gare desservie : Lagny - Thorigny. |                                                                                        |                                                                                        |                                                                                        |                                                                                        |                                                                                        |                                                                                        |                                                                                        |                                                                                        |
| 2291  | Autre : - Zone traversée : 5 - Amplitudes horaires : La ligne circule du lundi au vendredi de 5 h 39 à 20 h 54 et le samedi de 6 h 50 à 17 h 45. - Desserte scolaire : Il existe une desserte des établissements scolaires Collège les Tilleuls et Lycée Champ de Claye à Claye-Souilly qui ne sont pas assurées en période de vacances scolaires. - Particularités : La desserte de Carnetin n'est pas assurée le samedi et la ligne ne circule pas le dimanche ni les jours fériés. - Date de dernière mise à jour : 15 avril 2024. |                                                                                        |                                                                                        |                                                                                        |                                                                                        |                                                                                        |                                                                                        |                                                                                        |                                                                                        |
| 2291  | Dernière actualisation : — |                                                                                        |                                                                                        |                                                                                        |                                                                                        |                                                                                        |                                                                                        |                                                                                        |                                                                                        |
| 2292  | Gare de Val d'Europe ⥋ Gare de Tournan-en-Brie | Gare de Val d'Europe ⥋ Gare de Tournan-en-Brie                                         | Gare de Val d'Europe ⥋ Gare de Tournan-en-Brie                                         | Gare de Val d'Europe ⥋ Gare de Tournan-en-Brie                                         | Gare de Val d'Europe ⥋ Gare de Tournan-en-Brie                                         | Gare de Val d'Europe ⥋ Gare de Tournan-en-Brie                                         | Gare de Val d'Europe ⥋ Gare de Tournan-en-Brie                                         | Gare de Val d'Europe ⥋ Gare de Tournan-en-Brie                                         | Gare de Val d'Europe ⥋ Gare de Tournan-en-Brie                                         |
| 2292  | Ouverture / Fermeture 2006 / — | Longueur —                                                                             | Durée 45 à 50 min                                                                      | Nb. d’arrêts 24                                                                        | Matériel Autocars ou standards                                                         | Jours de fonctionnement L, Ma, Me, J, V, S, D                                          | Jour / Soir / Nuit / Fêtes O / N / N / O                                               | Voy. / an 260 900 validations (2 019)                                                  | Dépôt Bailly-Romainvilliers                                                            |
| 2292  | Desserte : - Villes et lieux desservis : Favières, Jossigny, Serris, Tournan-en-Brie, Villeneuve-le-Comte et Villeneuve-Saint-Denis. - Gares desservies : Val d'Europe et Tournan. |                                                                                        |                                                                                        |                                                                                        |                                                                                        |                                                                                        |                                                                                        |                                                                                        |                                                                                        |
| 2292  | Autre : - Zone traversée : 5 - Amplitudes horaires : La ligne circule du lundi au vendredi de 5 h 45 à 21 h 9 et les samedi, dimanche et jours fériés de 5 h 32 à 20 h 39. - Desserte scolaire : Il existe une desserte de l'établissement scolaire Collège Madeleine Renaud à Serris qui n'est pas assurée en période de vacances scolaires. - Date de dernière mise à jour : 9 août 2021. |                                                                                        |                                                                                        |                                                                                        |                                                                                        |                                                                                        |                                                                                        |                                                                                        |                                                                                        |
| 2292  | Dernière actualisation : — |                                                                                        |                                                                                        |                                                                                        |                                                                                        |                                                                                        |                                                                                        |                                                                                        |                                                                                        |

### Lignes de soirée
| Ligne      | Caractéristiques | Caractéristiques              | Caractéristiques              | Caractéristiques              | Caractéristiques                       | Caractéristiques                           | Caractéristiques                         | Caractéristiques              | Caractéristiques              |
| Soir Bussy | Soirée Bussy-Saint-Georges | Soirée Bussy-Saint-Georges    | Soirée Bussy-Saint-Georges    | Soirée Bussy-Saint-Georges    | Soirée Bussy-Saint-Georges             | Soirée Bussy-Saint-Georges                 | Soirée Bussy-Saint-Georges               | Soirée Bussy-Saint-Georges    | Soirée Bussy-Saint-Georges    |
| Soir Bussy | Gare de Bussy-Saint-Georges ⥋ | Gare de Bussy-Saint-Georges ⥋ | Gare de Bussy-Saint-Georges ⥋ | Gare de Bussy-Saint-Georges ⥋ | Gare de Bussy-Saint-Georges ⥋          | Gare de Bussy-Saint-Georges ⥋              | Gare de Bussy-Saint-Georges ⥋            | Gare de Bussy-Saint-Georges ⥋ | Gare de Bussy-Saint-Georges ⥋ |
| ---------- | --- | ----------------------------- | ----------------------------- | ----------------------------- | -------------------------------------- | ------------------------------------------ | ---------------------------------------- | ----------------------------- | ----------------------------- |
| Soir Bussy | Ouverture / Fermeture 22 avril 2024 / — | Longueur —                    | Durée —                       | Nb. d’arrêts 28               | Matériel Standards, midibus ou minibus | Jours de fonctionnement L, Ma, Me, J, V, S | Jour / Soir / Nuit / Fêtes N / O / N / N | Voy. / an —                   | Dépôt Lagny-sur-Marne         |
| Soir Bussy | Desserte : - Villes et lieux desservis : Sud de Bussy-Saint-Georges, Ferrières-en-Brie et Pontcarré. - Gare desservie : Bussy-Saint-Georges. |                               |                               |                               |                                        |                                            |                                          |                               |                               |
| Soir Bussy | Autre : - Zone traversée : 5 - Amplitudes horaires : La ligne circule du lundi au samedi de 21 h 0 à 0 h 0 avec un départ toutes les 30 minutes. - Particularités : Les arrêts du sud de Bussy-Saint-Georges ne sont pas desservis avant 23 h 0, et les arrêts de Ferrières-en-Brie ne sont pas desservis avant 22 h 0 du lundi au vendredi et avant 23 h 30 le samedi. La ligne ne circule pas dimanche et jours fériés. - Date de dernière mise à jour : 15 avril 2024. |                               |                               |                               |                                        |                                            |                                          |                               |                               |
| Soir Bussy | Dernière actualisation : — |                               |                               |                               |                                        |                                            |                                          |                               |                               |
| Soir Lagny | Soirée Lagny-Thorigny | Soirée Lagny-Thorigny         | Soirée Lagny-Thorigny         | Soirée Lagny-Thorigny         | Soirée Lagny-Thorigny                  | Soirée Lagny-Thorigny                      | Soirée Lagny-Thorigny                    | Soirée Lagny-Thorigny         | Soirée Lagny-Thorigny         |
| Soir Lagny | Gare de Lagny-Thorigny ⥋ |                               |                               |                               |                                        |                                            |                                          |                               |                               |
| Soir Lagny | Ouverture / Fermeture 22 avril 2024 / — | Longueur —                    | Durée —                       | Nb. d’arrêts 55               | Matériel Standards, midibus ou minibus | Jours de fonctionnement L, Ma, Me, J, V, S | Jour / Soir / Nuit / Fêtes N / O / N / N | Voy. / an —                   | Dépôt Lagny-sur-Marne         |
| Soir Lagny | Desserte : - Villes et lieux desservis : Carnetin, Dampmart, Pomponne et Thorigny-sur-Marne. - Gare desservie : Lagny - Thorigny. |                               |                               |                               |                                        |                                            |                                          |                               |                               |
| Soir Lagny | Autre : - Zone traversée : 5 - Amplitudes horaires : La ligne circule du lundi au samedi de 21 h 30 à 0 h 0 avec un départ toutes les 30 minutes. - Particularités : La ligne ne circule pas dimanche et jours fériés. - Date de dernière mise à jour : 15 avril 2024. |                               |                               |                               |                                        |                                            |                                          |                               |                               |
| Soir Lagny | Dernière actualisation : — |                               |                               |                               |                                        |                                            |                                          |                               |                               |
| Soir MLV   | Soirée Marne-la-Vallée Chessy | Soirée Marne-la-Vallée Chessy | Soirée Marne-la-Vallée Chessy | Soirée Marne-la-Vallée Chessy | Soirée Marne-la-Vallée Chessy          | Soirée Marne-la-Vallée Chessy              | Soirée Marne-la-Vallée Chessy            | Soirée Marne-la-Vallée Chessy | Soirée Marne-la-Vallée Chessy |
| Soir MLV   | Gare de Marne-la-Vallée - Chessy Nord ⥋ |                               |                               |                               |                                        |                                            |                                          |                               |                               |
| Soir MLV   | Ouverture / Fermeture 22 avril 2024 / — | Longueur —                    | Durée —                       | Nb. d’arrêts 27               | Matériel Standards, midibus ou minibus | Jours de fonctionnement L, Ma, Me, J, V, S | Jour / Soir / Nuit / Fêtes N / O / N / N | Voy. / an —                   | Dépôt Bailly-Romainvilliers   |
| Soir MLV   | Desserte : - Villes et lieux desservis : Chalifert, Coupvray, Jablines et Lesches. |                               |                               |                               |                                        |                                            |                                          |                               |                               |
| Soir MLV   | Autre : - Zone traversée : 5 - Amplitudes horaires : La ligne circule du lundi au samedi de 21 h 0 à 23 h 0 avec un départ toutes les 30 minutes. - Particularités : Les arrêts de Coupvray ne sont pas desservis avant 22 h 0 du lundi au vendredi. La ligne ne circule pas dimanche et jours fériés. - Date de dernière mise à jour : 15 avril 2024. |                               |                               |                               |                                        |                                            |                                          |                               |                               |
| Soir MLV   | Dernière actualisation : — |                               |                               |                               |                                        |                                            |                                          |                               |                               |
| Soir Val2  | Soirée Val d'Europe | Soirée Val d'Europe           | Soirée Val d'Europe           | Soirée Val d'Europe           | Soirée Val d'Europe                    | Soirée Val d'Europe                        | Soirée Val d'Europe                      | Soirée Val d'Europe           | Soirée Val d'Europe           |
| Soir Val2  | Gare de Val d'Europe ⥋ |                               |                               |                               |                                        |                                            |                                          |                               |                               |
| Soir Val2  | Ouverture / Fermeture 22 avril 2024 / — | Longueur —                    | Durée —                       | Nb. d’arrêts 14               | Matériel Standards, midibus ou minibus | Jours de fonctionnement L, Ma, Me, J, V, S | Jour / Soir / Nuit / Fêtes N / O / N / N | Voy. / an —                   | Dépôt Bailly-Romainvilliers   |
| Soir Val2  | Desserte : - Villes et lieux desservis : Favières, Jossigny, Villeneuve-le-Comte et Villeneuve-Saint-Denis. |                               |                               |                               |                                        |                                            |                                          |                               |                               |
| Soir Val2  | Autre : - Zone traversée : 5 - Amplitudes horaires : La ligne circule du lundi au samedi de 21 h 0 à 23 h 15 avec un départ toutes les 45 minutes. - Particularités : Les arrêts de Jossigny ne sont pas desservis avant 22 h 30. La ligne ne circule pas dimanche et jours fériés. - Date de dernière mise à jour : 15 avril 2024. |                               |                               |                               |                                        |                                            |                                          |                               |                               |
| Soir Val2  | Dernière actualisation : — |                               |                               |                               |                                        |                                            |                                          |                               |                               |

## Gestion et exploitation
Les réseaux de transports en commun franciliens sont organisés par Île-de-France Mobilités. L'exploitation du réseau de bus de Marne-la-Vallée revient à Transdev Marne-la-Vallée depuis le 1er janvier 2021.

### Parc de véhicules

#### Dépôts
Les véhicules sont remisés aux Centres Opérationnels Bus (COB) situés sur les communes de Bailly-Romainvilliers et de Lagny-sur-Marne. Les dépôts ont pour mission de stocker les différents véhicules, mais également d'assurer leur entretien préventif et curatif. L'entretien curatif ou correctif a lieu quand une panne ou un dysfonctionnement est signalé par un machiniste.

#### Transition énergétique
Les deux dépôts ont été convertis au gaz naturel comprimé entre 2020 et 2023, afin d'y permettre l'utilisation du biométhane, un carburant plus respectueux de l'environnement, à l'aide de nouveaux bus livrés dès l'été 2021,,.

#### Détails du parc
Le réseau de bus de Marne-la-Vallée dispose d'un parc de minibus, midibus, autobus standards, articulés, et autocars interurbains :

#### Minibus
| Constructeur  | Modèle           | Nombre | Numéros de parc | Période de mise en service | Affectation | Observations                               |
| ------------- | ---------------- | ------ | --------------- | -------------------------- | ----------- | ------------------------------------------ |
| Fiat          | Ducato III TPMR  | 2      | 103710-103713   | Depuis Mars 2017           | En réserve  | Ex-Transdev AMV depuis le 1er janvier 2021 |
| Mercedes-Benz | Sprinter City 35 | 1      | 204001          | Depuis Novembre 2012       | En réserve  | Ex-Transdev AMV depuis le 1er janvier 2021 |

#### Midibus
| Constructeur | Modèle | Nombre | Numéros de parc               | Période de mise en service           | Affectation                   | Observations                                               |
| ------------ | ------ | ------ | ----------------------------- | ------------------------------------ | ----------------------------- | ---------------------------------------------------------- |
| Heuliez Bus  | GX 127 | 2      | 203020-203021                 | Depuis Décembre 2009                 | En réserve                    | Ex-Transdev AMV depuis le 1er janvier 2021                 |
| Heuliez Bus  | GX 137 | 6      | 203022-203025 ; 213015-213016 | Entre Décembre 2017 et Décembre 2021 | 2223 2253 2254 2260 2261 2262 | 223022-223025 : Ex-Transdev AMV depuis le 1er janvier 2021 |

#### Autobus standards
| Constructeur  | Modèle          | Nombre | Numéros de parc                                                                                       | Période de mise en service           | Affectation | Observations |
| ------------- | --------------- | ------ | --- | ------------------------------------ | --- | --- |
| Heuliez Bus   | GX 337 Hybrid   | 1      | 201315                                                                                                | Depuis Décembre 2015                 | 2220 2222 2223 2224 2228 2231 2233 2234 2235 2260 2261 2262 2263 2292                                                             | Ex-Transdev AMV depuis le 1er janvier 2021 |
| Iveco Bus     | Urbanway 12 GNV | 32     | 211039-211054 ; 211118-211119 ; 221040-221043 ; 231042-231045 ; 241010-241014                         | Entre Avril 2021 et Décembre 2023    | 2220 2222 2223 2224 2228 2231 2233 2234 2235 2260 2261 2262 2263 2292                                                             | Livrés progressivement après la mise en service de la Délégation de Service Public |
| Mercedes-Benz | Citaro C2       | 36     | 201298 ; 201300-201314 ; 201316-201333 ; 201342-201343                                                | Entre Décembre 2013 et Août 2020     | 2220 2221 2222 2223 2224 2225 2226 2228 2229 2231 2233 2234 2235 2244 2245 2250 2251 2252 2260 2261 2262 2263 2264 2290 2291 2292 | Ex-Transdev AMV depuis le 1er janvier 2021 |
| Mercedes-Benz | Citaro Facelift | 21     | 201274-201276 ; 201288-201297 ; 201340 ; 201345 ; 201349 ; 201351 ; 201360 ; 201364 ; 211178 ; 211195 | Entre Septembre 2007 et Octobre 2013 | 2220 2221 2222 2223 2224 2225 2226 2228 2229 2231 2233 2234 2235 2244 2245 2250 2251 2252 2260 2261 2262 2263 2264 2290 2291 2292 | 201274-201276, 201288-201297, 201340, 201345, 201349, 201351, 201360 et 201364 : Ex-Transdev-AMV depuis le 1er janvier 2021 211195 : Ex-Transdev Vaux-le-Pénil depuis le 1er janvier 2022 211178 : Ex-Transdev Vaux-le-Pénil depuis le 1er avril 2024 |
| Solaris       | Urbino 12 III   | 12     | 201277-201287 ; 221134                                                                                | Entre Décembre 2009 et Octobre 2011  | 2220 2221 2222 2223 2224 2225 2226 2228 2229 2231 2233 2234 2235 2244 2245 2250 2251 2252 2260 2261 2262 2263 2264 2290 2291 2292 | 201277-201287 : Ex-Transdev AMV depuis le 1er janvier 2021 221134 : Ex-Transdev Marne et Morin depuis le 1er mai 2024 |

#### Autobus articulés
| Constructeur  | Modèle            | Nombre | Numéros de parc                        | Période de mise en service         | Affectation                   | Observations |
| ------------- | ----------------- | ------ | -------------------------------------- | ---------------------------------- | ----------------------------- | --- |
| Heuliez Bus   | GX 427            | 5      | 202011 202012 ; 202014 ; 202017-202018 | Entre Juillet 2012 et Juillet 2013 | 2220 2224 2226 2231 2233 2234 | Ex-Transdev STRAV depuis le 1er janvier 2021                                                                            |
| Iveco Bus     | Urbanway 18 GNV   | 13     | 242001-242013                          | Entre Octobre 2024 et Mars 2025    | 2220 2224 2226 2231 2233 2234 | Livrés progressivement après la mise en service de la Délégation de Service Public                                      |
| Mercedes-Benz | Citaro G C2       | 7      | 201299 ; 202019-202021 ; 242142-242144 | Entre Octobre 2014 et Août 2020    | 2220 2224 2226 2231 2233 2234 | 201299, 202019-202021 : Ex-Transdev AMV depuis le 1er janvier 2021 242142-242144 : Ex-RATP depuis le 1er septembre 2024 |
| Mercedes-Benz | Citaro G Facelift | 3      | 202008 ; 202015-202016                 | Entre Juin 2012 et Juin 2013       | 2220 2224 2226 2231 2233 2234 | Ex-Transdev AMV depuis le 1er janvier 2021                                                                              |
| Solaris       | Urbino 18 III     | 4      | 202003-202004 ; 202006-202007          | Entre Décembre 2010 et Mars 2011   | 2220 2224 2226 2231 2233 2234 | Ex-Transdev AMV depuis le 1er janvier 2021                                                                              |

#### Autocars interurbains
| Constructeur  | Modèle              | Nombre | Numéros de parc        | Période de mise en service            | Affectation                             | Observations                                          |
| ------------- | ------------------- | ------ | ---------------------- | ------------------------------------- | --------------------------------------- | ----------------------------------------------------- |
| Irisbus       | Récréo II           | 1      | 207097                 | Depuis Octobre 2013                   | 2260 2261 2262 2280 2281 2282 2283 2284 | Ex-Transdev AMV depuis le 1er janvier 2021            |
| Iveco Bus     | Crossway High Value | 3      | 207098-207099 ; 207101 | Entre Septembre 2014 et Novembre 2019 | 2260 2261 2262 2280 2281 2282 2283 2284 | Ex-Transdev Marne et Morin depuis le 1er janvier 2021 |
| Mercedes-Benz | Intouro II M        | 1      | 207100                 | Depuis Décembre 2015                  | 2260 2261 2262 2280 2281 2282 2283 2284 | Ex-Transdev AMV depuis le 1er janvier 2021            |

### Tarification et fonctionnement
La tarification des lignes d'autobus d'Île-de-France est unifiée et accessible avec les mêmes abonnements. Un ticket « bus-tram », qui remplace le ticket t+ au 1er janvier 2025, permet un trajet simple quelle que soit la distance, avec une ou plusieurs correspondances possibles avec les autres lignes de bus et de tramway pendant une durée maximale de 1 h 30 entre la première et dernière validation. En revanche, un ticket validé dans un bus ne permet pas d'emprunter le métro, ni le Transilien et le RER. Les lignes Orlybus et Roissybus, assurant de façon directe les dessertes aéroportuaires via autoroute, disposent d'une tarification spécifique mais sont accessibles avec les abonnements habituels.
Les tarifs des billets et abonnements dont le montant est limité par décision politique ne couvrent pas les frais réels de transport. Le manque à gagner est compensé par l'autorité organisatrice, Île-de-France Mobilités, présidée depuis 2005 par le président du conseil régional d'Île-de-France et composé d'élus locaux. Elle définit les conditions générales d'exploitation ainsi que la durée et la fréquence des services. L'équilibre financier du fonctionnement est assuré par une dotation globale annuelle aux transporteurs de la région grâce au versement mobilité payé par les entreprises et aux contributions des collectivités publiques.

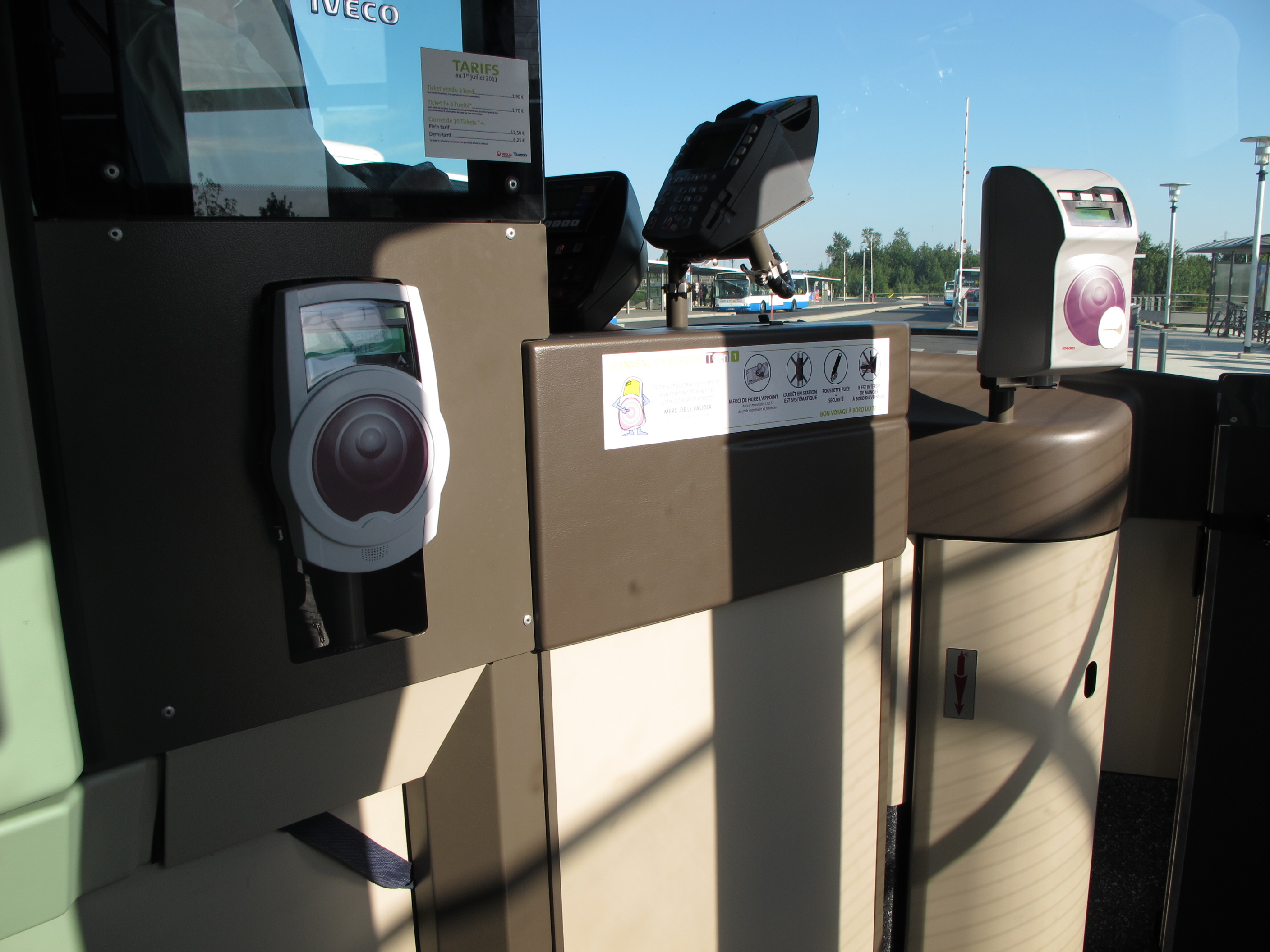
Validateurs pour passes Navigo (à gauche) et pour tickets carton (à droite) présents dans les bus et tramway.

L’achat de ticket par SMS est possible depuis 2018, en envoyant MLV au 93100 (coût de 2,50€ depuis le 01/01/2023 prélevé sur les factures de téléphone). Ce ticket SMS est valable 1h sans correspondance.

## Galerie de photographies

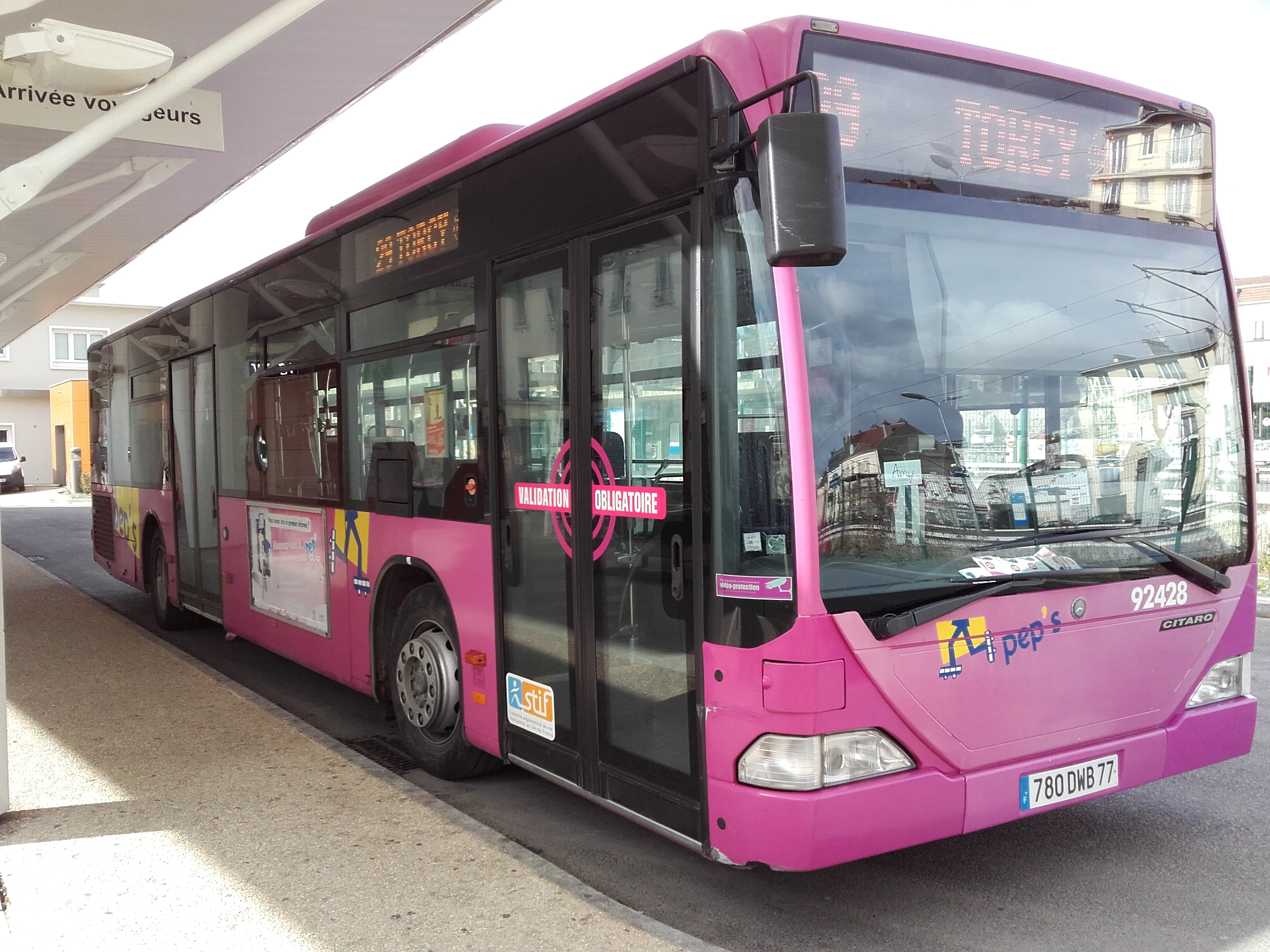
Mercedes Citaro en Gare de Lagny - Thorigny.
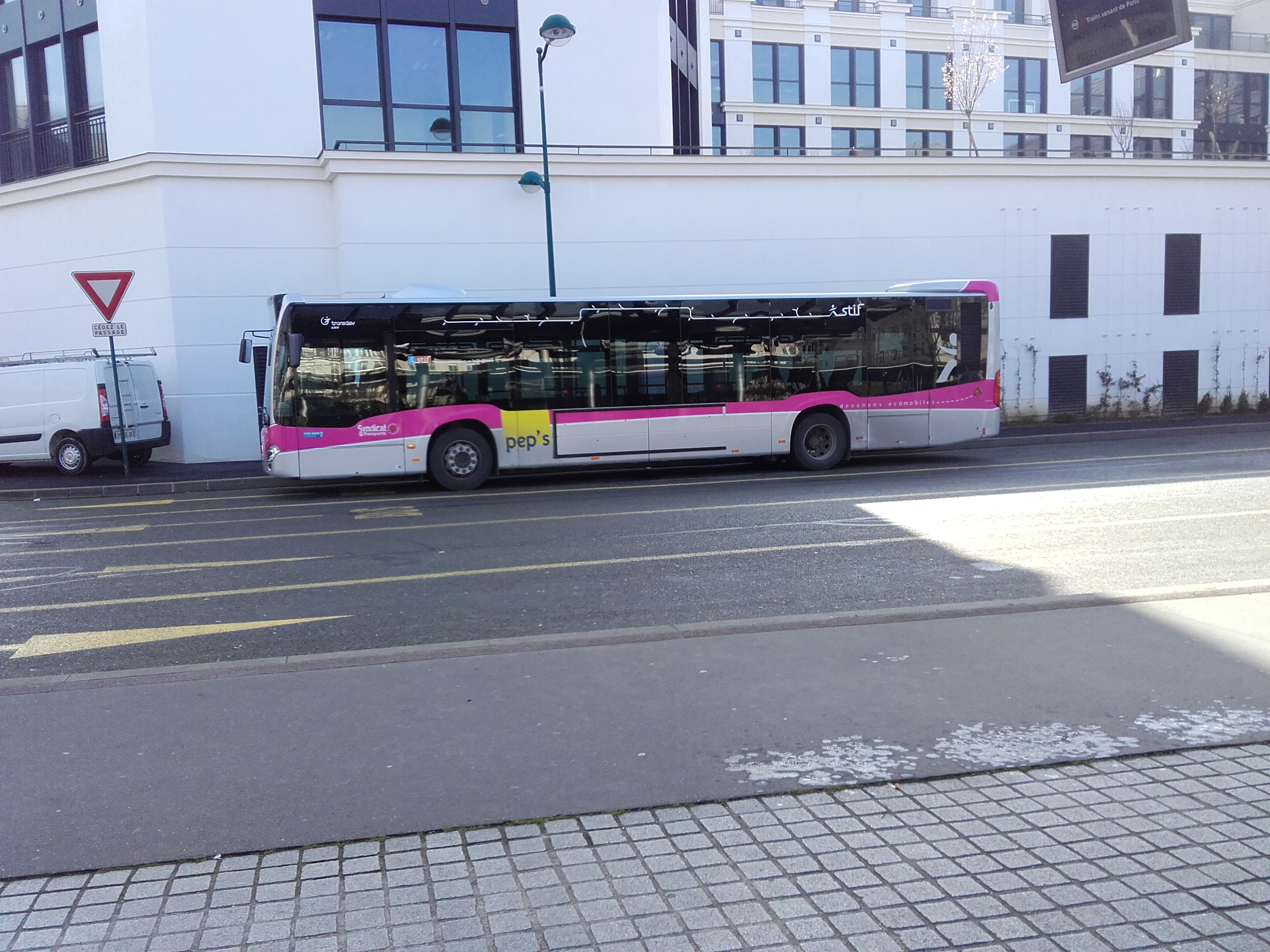
Mercedes Citaro C2 en Gare du Val d’Europe.
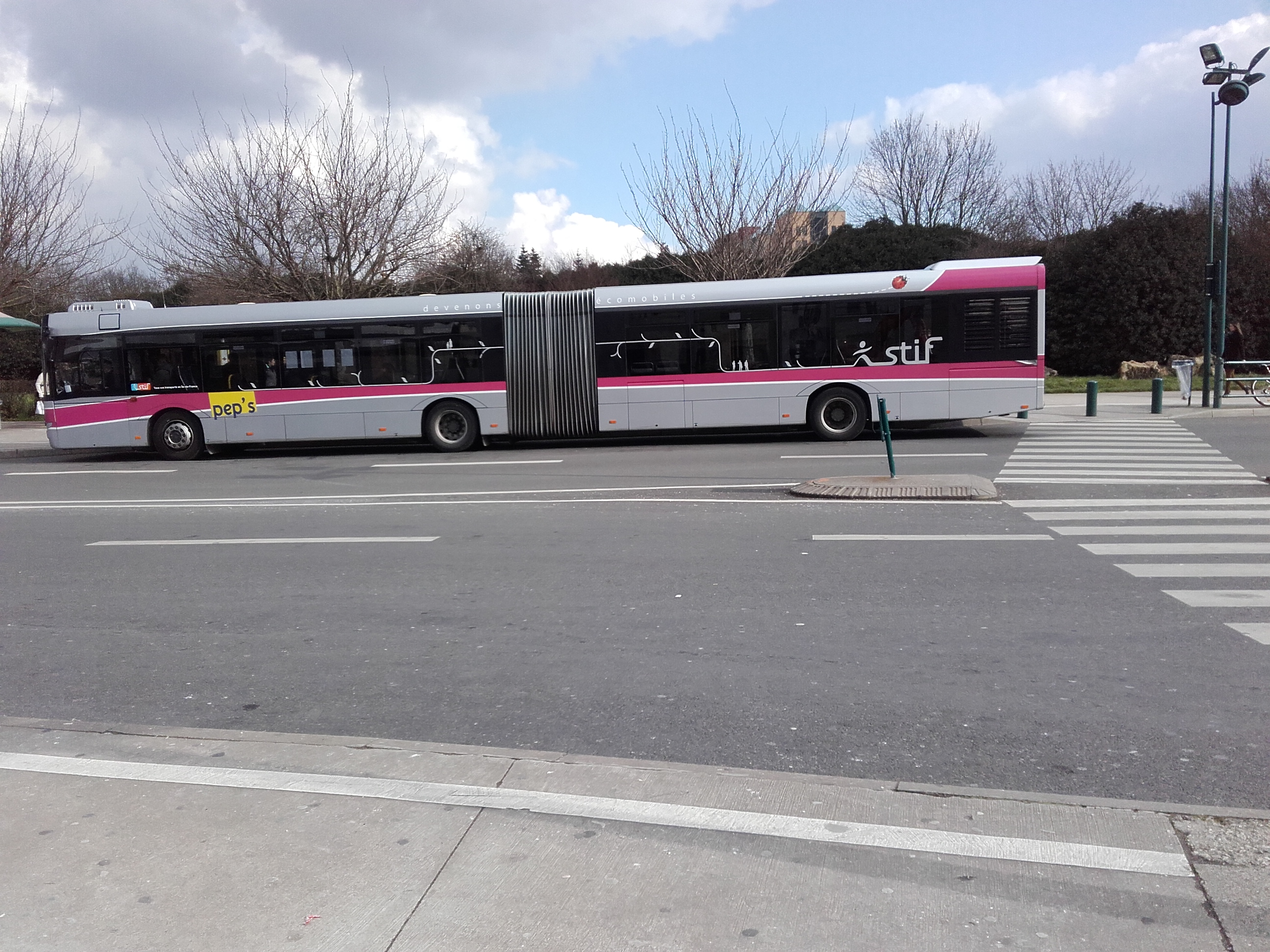
Solaris Urbino 18M en Gare de Marne-la-Vallée - Chessy.
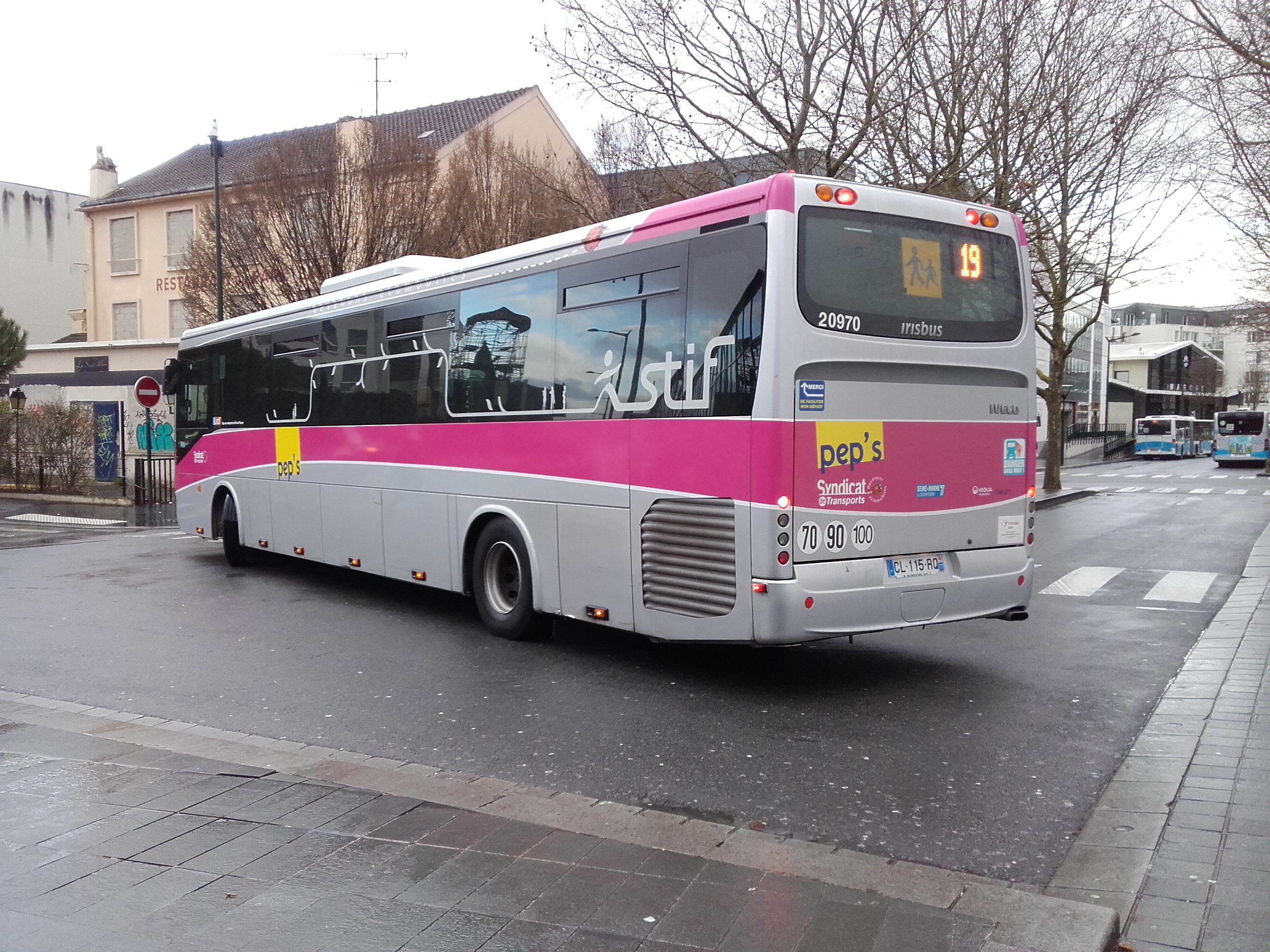
Irisbus-Iveco Crossway en Gare de Chelles - Gournay.
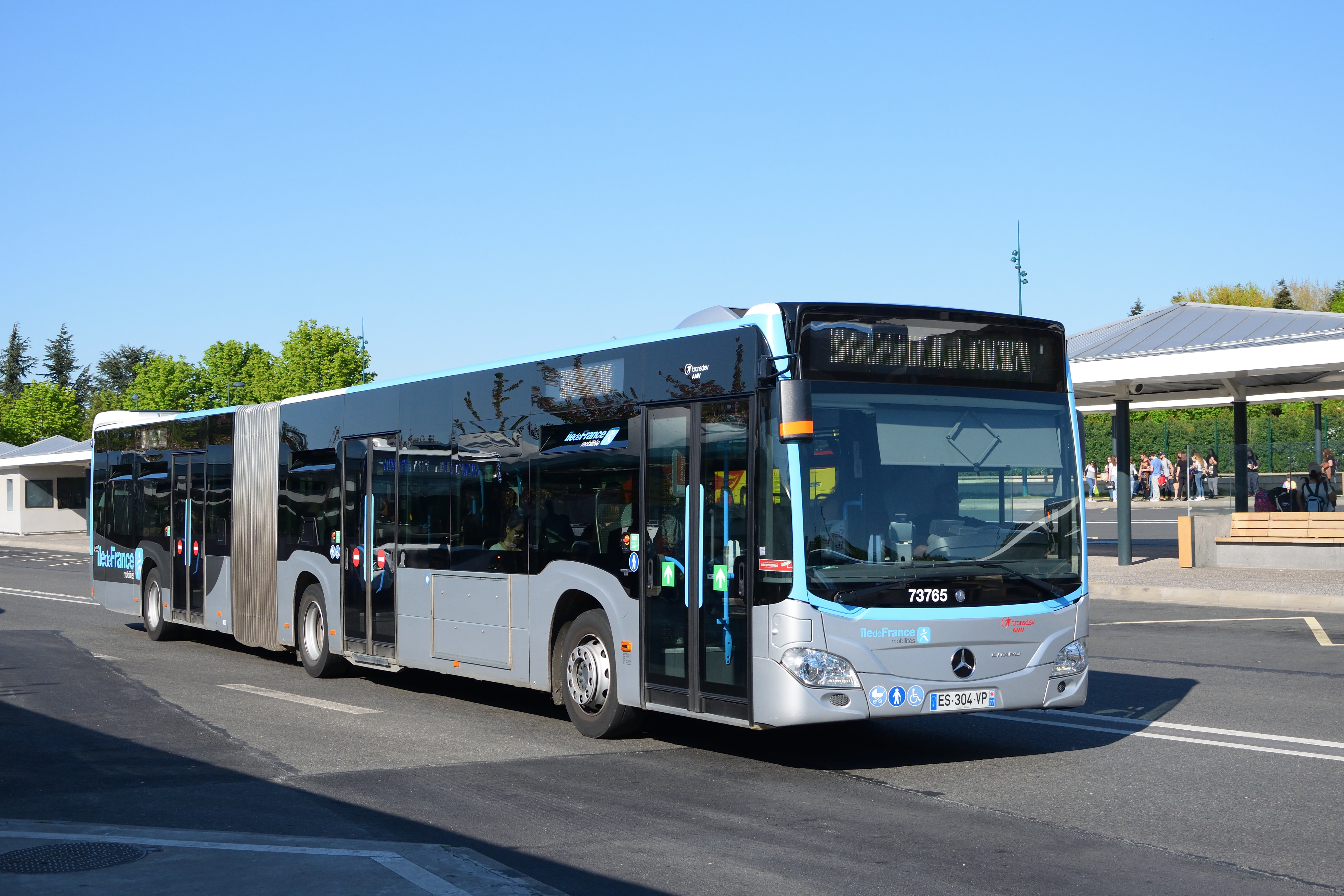
Mercedes-Benz Citaro G C2 Transdev AMV no 73765 sur la ligne 2234 arrivant en Gare de Marne-la-Vallée Chessy.
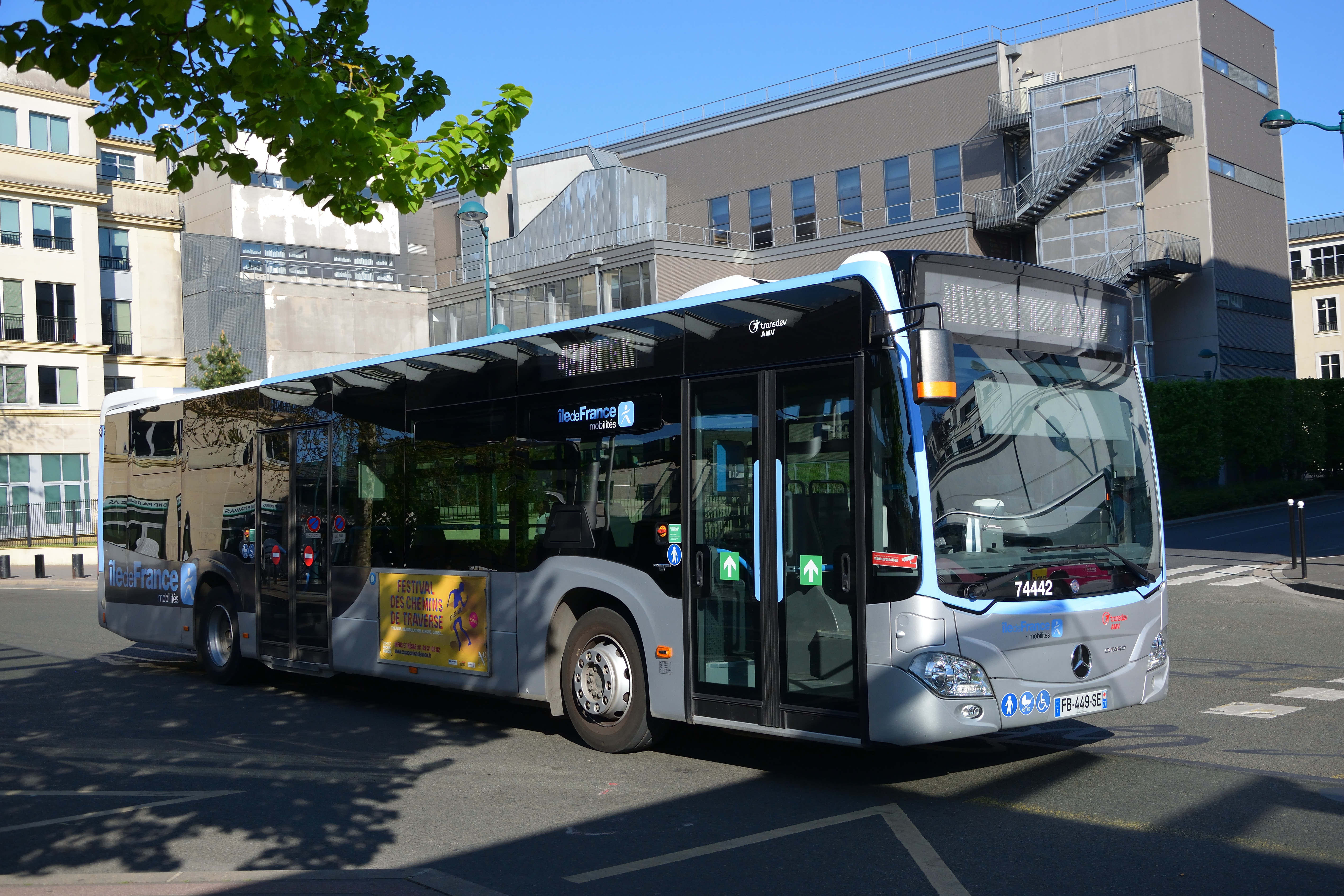
Mercedes-Benz Citaro C2 Transdev AMV no 74442 sur la ligne 2233 arrivant en Gare du Val d'Europe.
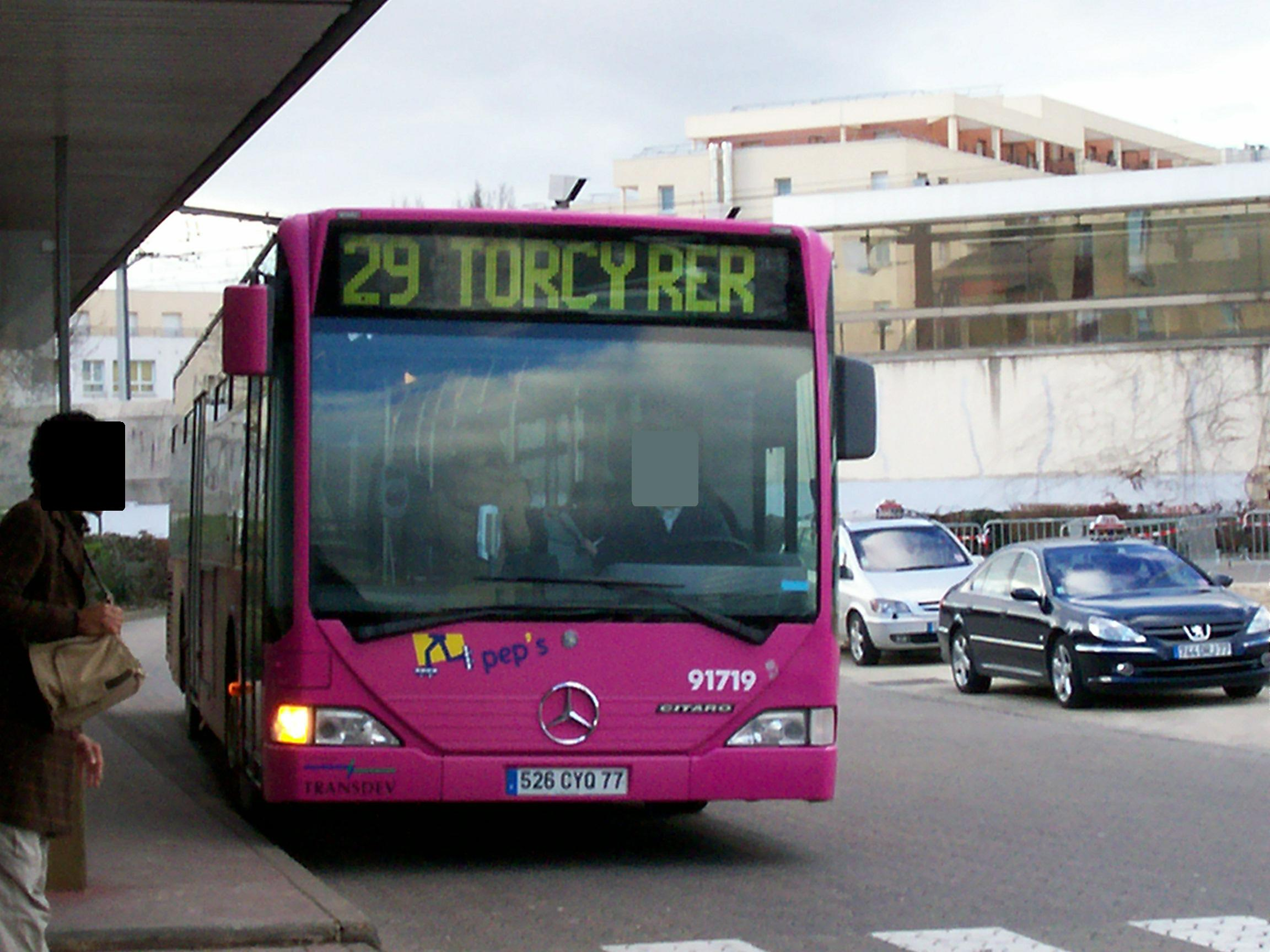
Un Citaro à la Gare de Torcy.
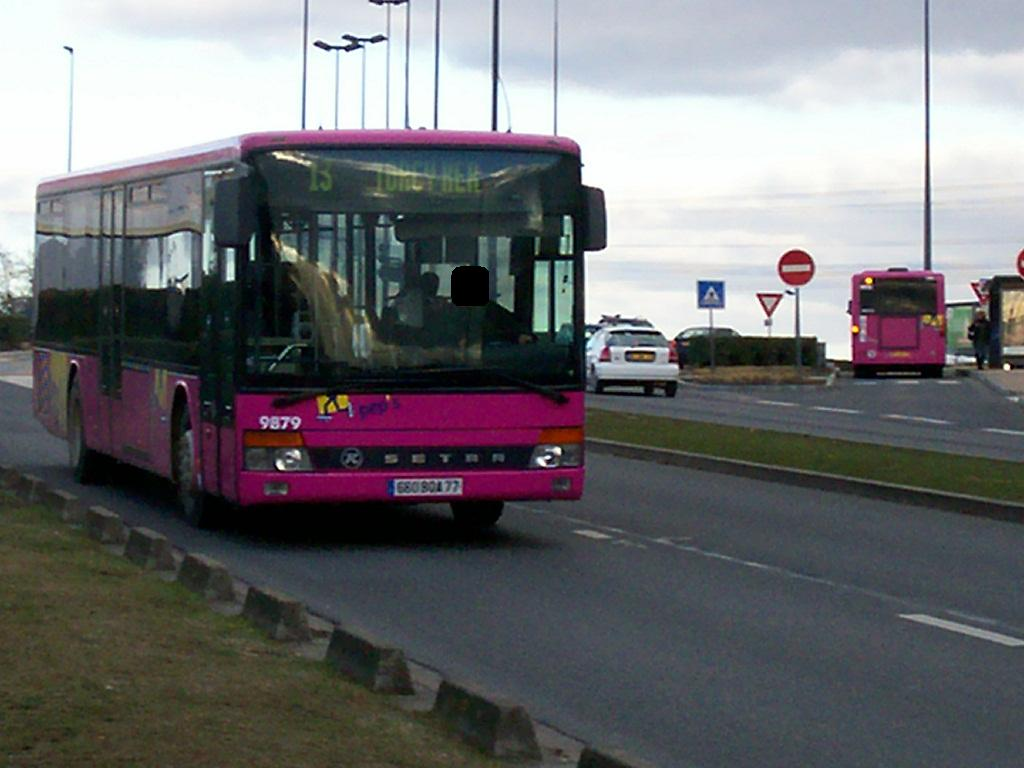
Deux bus Pep's proche du centre commercial Bay2.
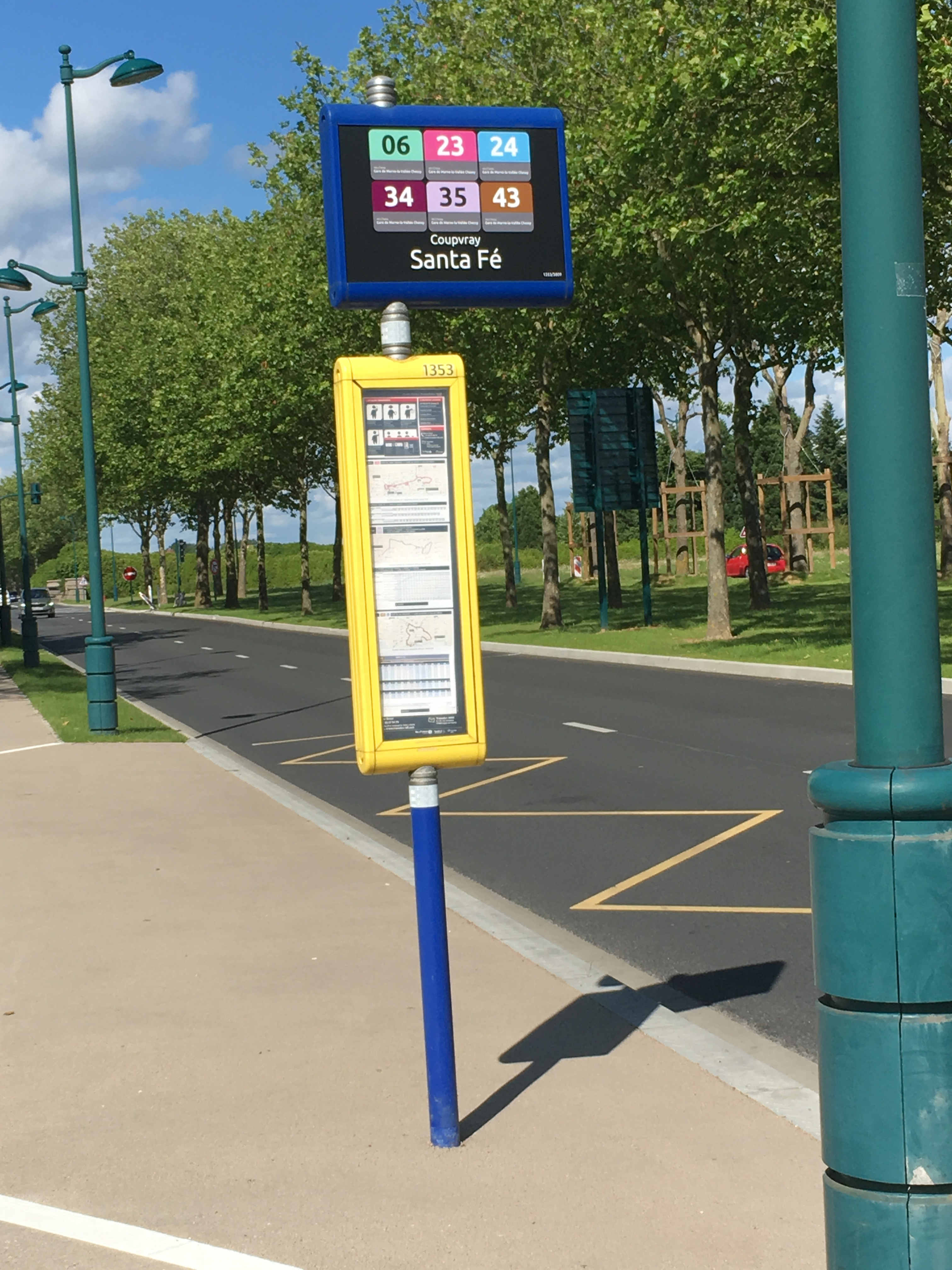
Arrêt de bus Santa Fé à Coupvray.
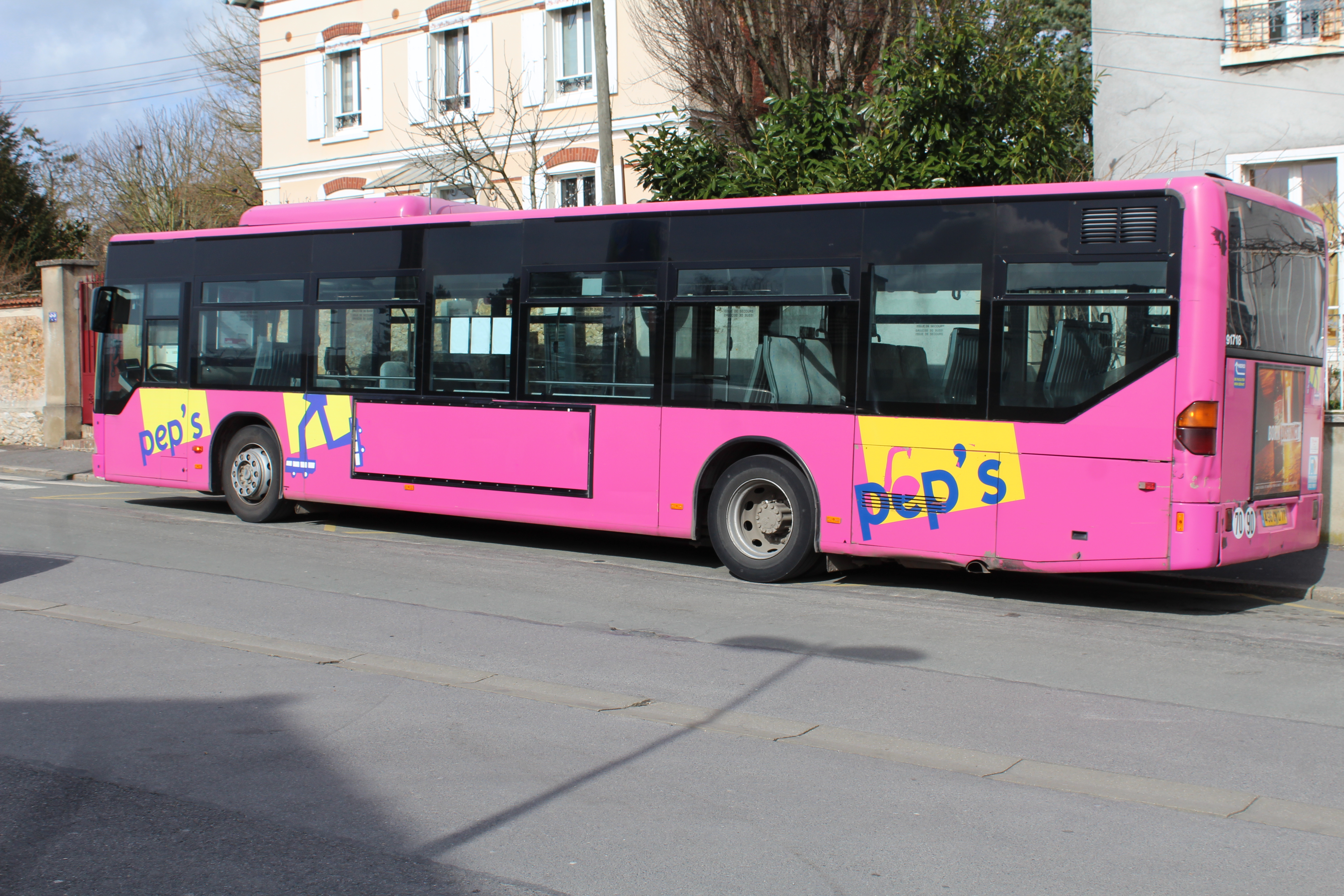
Mercedes-Benz Citaro à Tournan-en-Brie sur la ligne 2292.
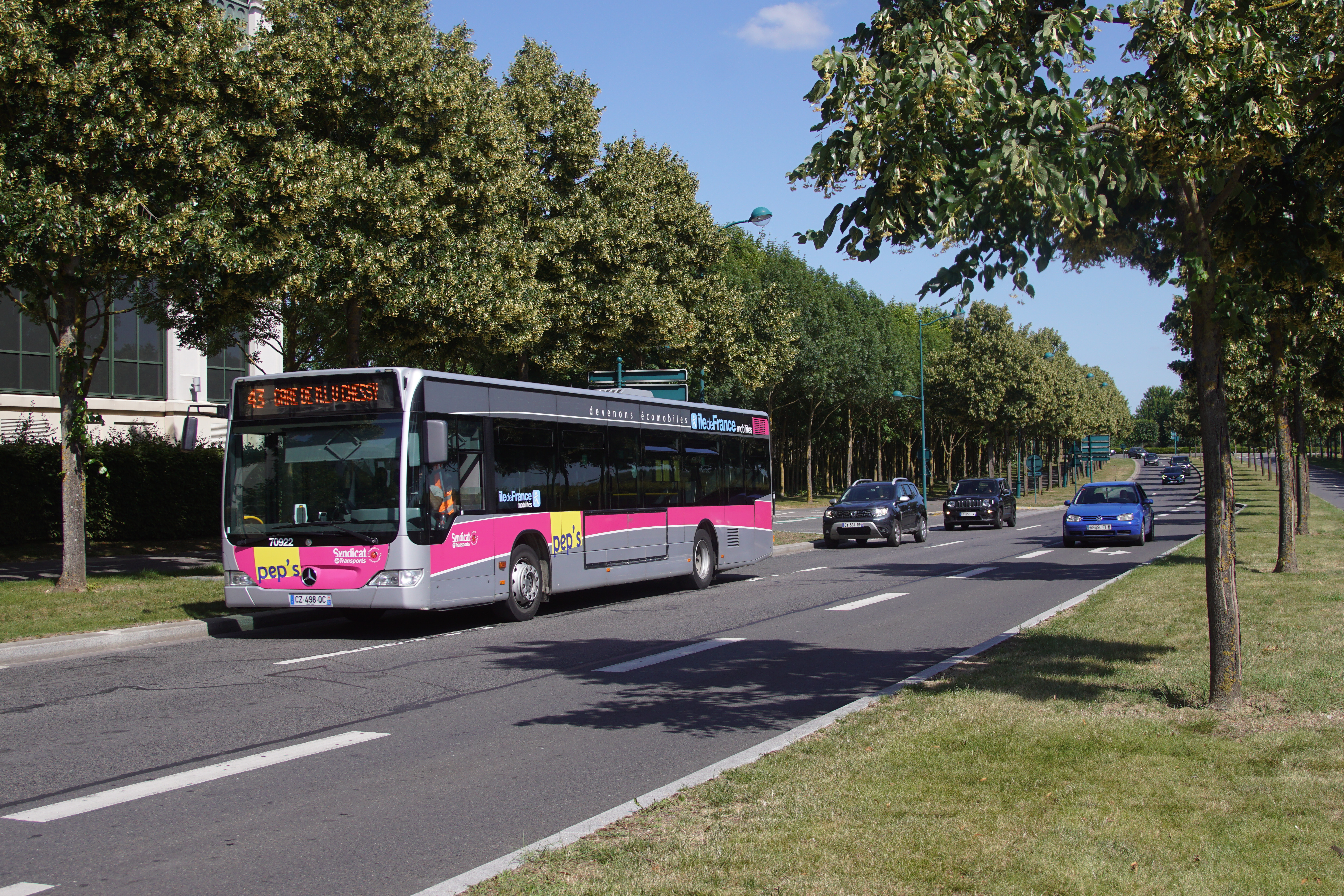
Mercedes-Benz Citaro C1 Facelift à Serris sur la ligne 2233.
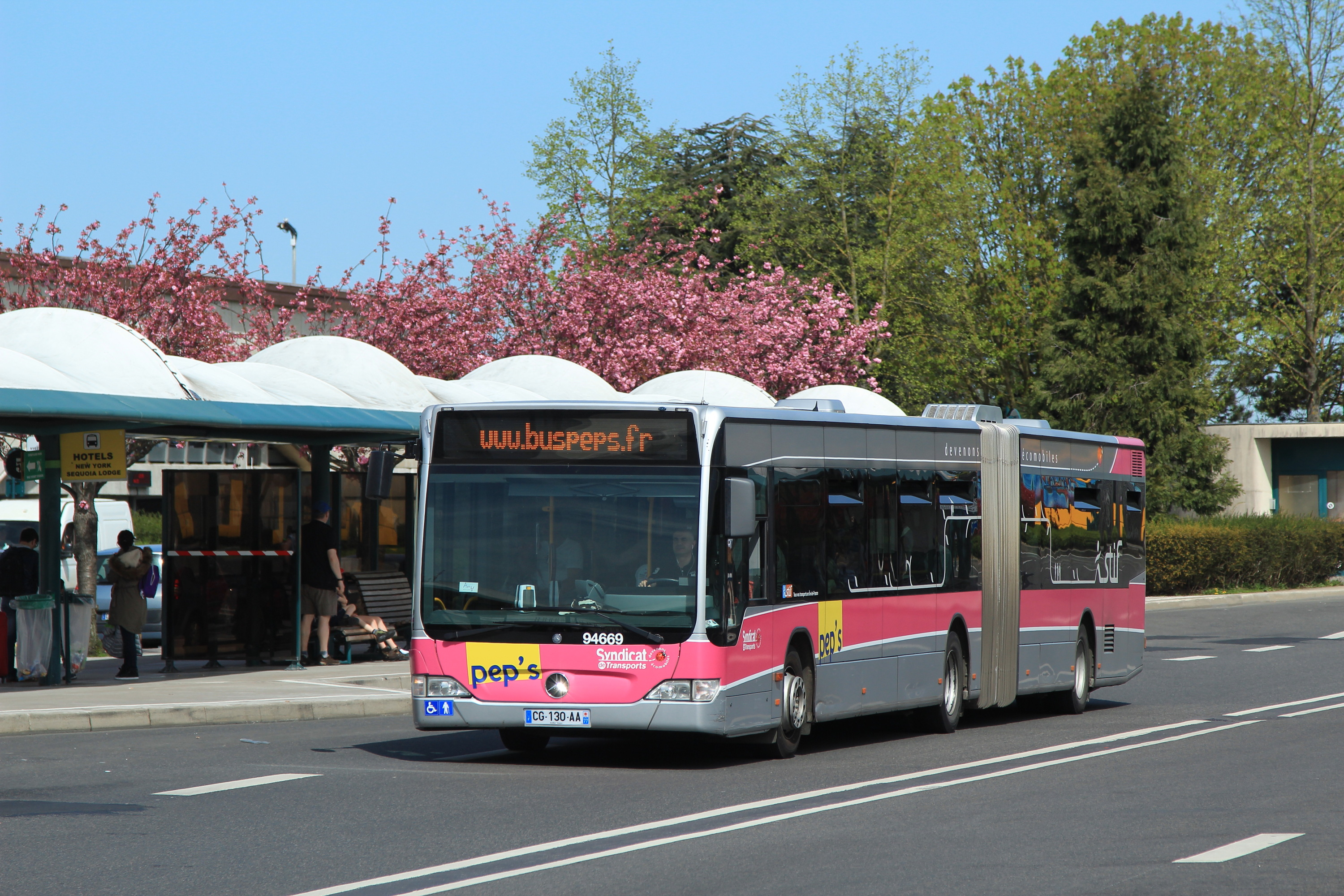
Mercedes-Benz Citaro G en gare de Marne-la-Vallée - Chessy Sud.
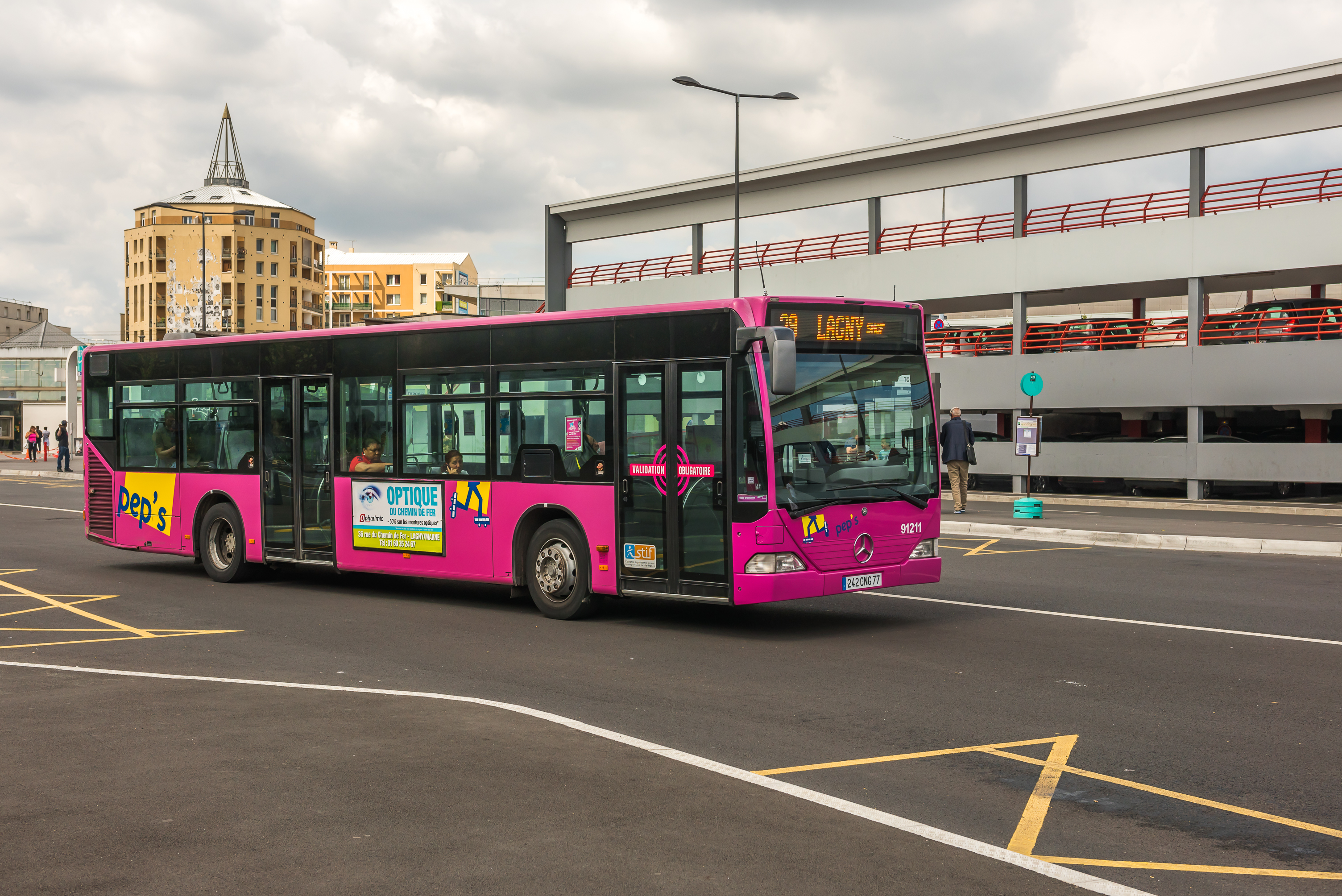
Mercedes-Benz Citaro en Gare de Torcy sur la ligne 2229.
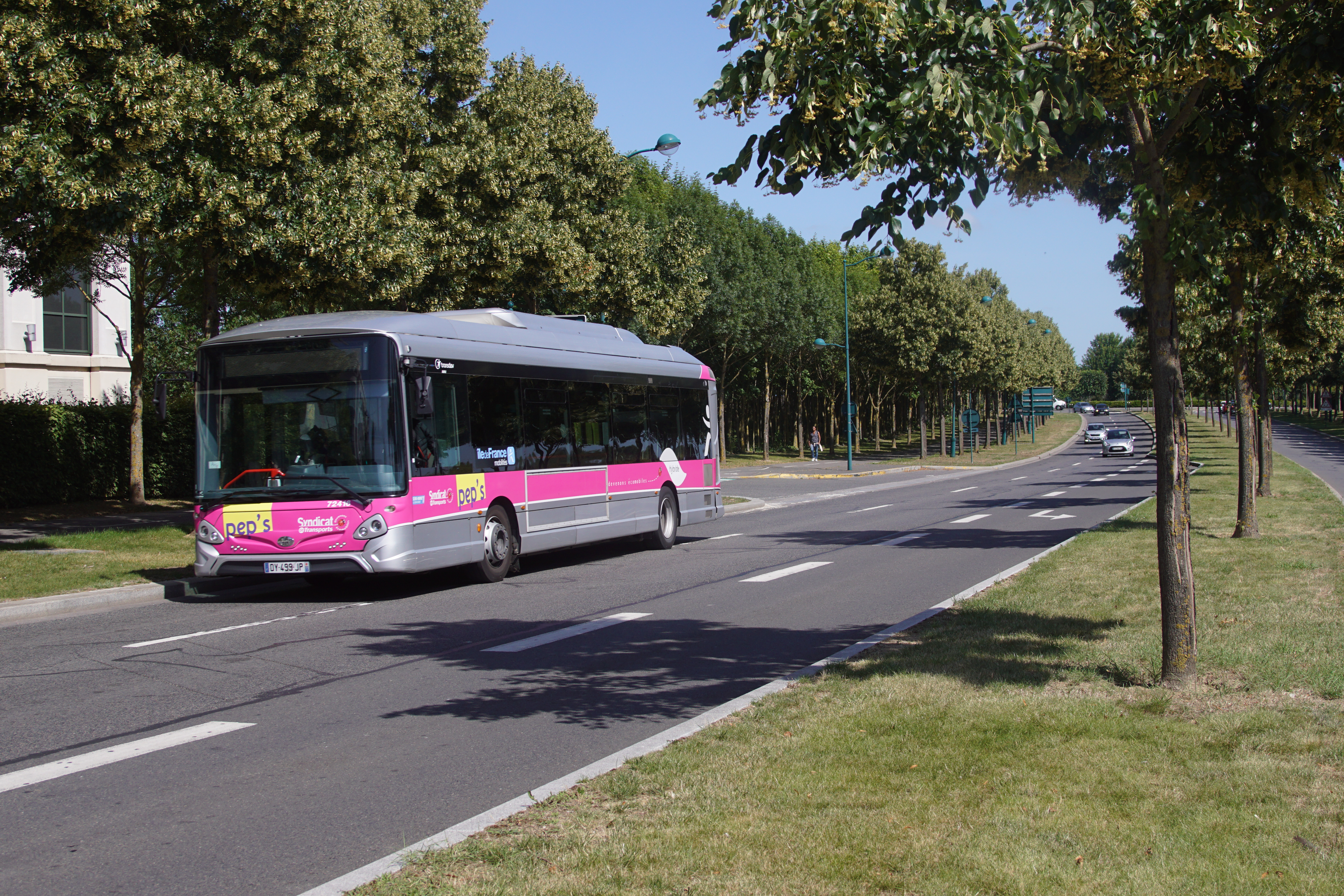
Heuliez GX 337 Hybride à Serris.

## Identité visuelle

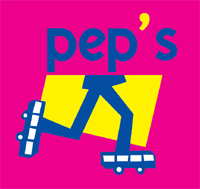
Logo de l’ancien réseau de bus Pep's jusqu’au 31 décembre 2020.
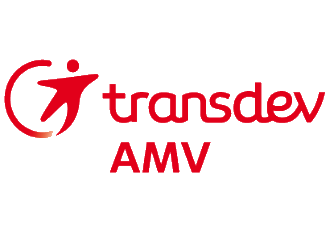
Logo de l’ancien exploitant jusqu’au 31 décembre 2020.